# Eleições legislativas de 2011 em Barcelos

## Resultados Oficiais
| Partido                 | Partido                        | Votos   | %               | +/-   |
| ----------------------- | ------------------------------ | ------- | --------------- | ----- |
|                         | Partido Social Democrata       | 33 278  | 46,94 / 100,00  | 9,89  |
|                         | Partido Socialista             | 19 911  | 28,09 / 100,00  | 8,64  |
|                         | CDS – Partido Popular          | 7 162   | 10,10 / 100,00  | 0,60  |
|                         | Bloco de Esquerda              | 2 635   | 3,72 / 100,00   | 3,21  |
|                         | Coligação Democrática Unitária | 2 279   | 3,21 / 100,00   | 0,33  |
|                         | Partido da Nova Democracia     | 726     | 1,02 / 100,00   | 0,21  |
|                         | Outros                         | 2 180   | 3,08 / 100,00   |       |
| Votos Inválidos         | Votos Inválidos                | 2 724   | 3,85 / 100,00   | 1,34  |
| Total                   | Total                          | 70 895  | 100,00 / 100,00 |       |
| Eleitorado/Participação | Eleitorado/Participação        | 106 791 | 66,39 / 100,00  | 1,84  |
| Fonte                   | Fonte                          | [ 1 ]   | [ 1 ]           | [ 1 ] |

## Resultados por Freguesia
Os resultados seguintes referem-se aos partidos que obtiveram mais de 1,00% dos votos:
| Freguesia                    | %     | %     | %     | %    | %    | %    | Votantes |
| Freguesia                    | PSD   | PS    | CDS   | BE   | CDU  | PND  | Votantes |
| ---------------------------- | ----- | ----- | ----- | ---- | ---- | ---- | -------- |
| Abade de Neiva               | 47,38 | 28,31 | 8,16  | 3,33 | 3,58 | 0,92 | 1 201    |
| Aborim                       | 37,36 | 34,62 | 8,97  | 5,31 | 3,85 | 0,92 | 546      |
| Adães                        | 41,01 | 33,62 | 12,05 | 3,17 | 4,44 | 0,42 | 473      |
| Aguiar                       | 53,87 | 20,32 | 6,77  | 4,19 | 4,19 | 0,97 | 310      |
| Airó                         | 50,77 | 28,28 | 8,52  | 1,87 | 1,19 | 0,85 | 587      |
| Aldreu                       | 46,09 | 34,23 | 4,25  | 2,01 | 2,01 | 1,57 | 447      |
| Alheira                      | 61,66 | 19,39 | 8,45  | 1,90 | 0,73 | 1,46 | 686      |
| Alvelos                      | 48,07 | 30,60 | 9,74  | 2,78 | 2,47 | 0,54 | 1 294    |
| Alvito São Martinho          | 51,62 | 22,02 | 8,30  | 6,14 | 1,81 | 1,81 | 277      |
| Alvito São Pedro             | 53,42 | 17,53 | 8,22  | 9,59 | 1,64 | 1,37 | 365      |
| Arcozelo                     | 29,09 | 40,87 | 8,38  | 6,88 | 6,88 | 0,57 | 6 611    |
| Areias                       | 46,56 | 26,94 | 9,81  | 3,81 | 2,34 | 3,22 | 683      |
| Areias de Vilar              | 44,25 | 24,00 | 14,88 | 4,00 | 5,25 | 1,00 | 800      |
| Balugães                     | 55,69 | 20,59 | 8,43  | 2,94 | 4,71 | 1,37 | 510      |
| Barcelinhos                  | 36,29 | 34,16 | 9,88  | 4,26 | 6,05 | 1,53 | 1 174    |
| Barcelos                     | 37,54 | 31,40 | 10,45 | 6,64 | 6,04 | 0,42 | 3 312    |
| Barqueiros                   | 46,51 | 35,28 | 9,47  | 1,56 | 1,66 | 0,10 | 961      |
| Bastuço Santo Estêvão        | 51,77 | 25,18 | 8,87  | 2,13 | 2,48 | 0,35 | 282      |
| Bastuço São João             | 41,67 | 42,47 | 6,72  | 2,15 | 2,42 | 0    | 372      |
| Cambeses                     | 33,08 | 42,08 | 6,97  | 2,79 | 6,72 | 0,63 | 789      |
| Campo                        | 55,75 | 21,57 | 10,08 | 2,68 | 1,26 | 1,10 | 635      |
| Carapeços                    | 52,38 | 24,96 | 9,51  | 2,30 | 2,77 | 0,71 | 1 262    |
| Carreira                     | 43,26 | 31,40 | 9,89  | 2,97 | 3,34 | 1,48 | 809      |
| Carvalhal                    | 48,45 | 27,23 | 13,56 | 2,48 | 2,17 | 0,83 | 966      |
| Carvalhas                    | 53,61 | 29,12 | 6,96  | 1,29 | 2,06 | 1,80 | 388      |
| Chavão                       | 64,43 | 17,09 | 10,39 | 2,08 | 1,39 | 0,92 | 433      |
| Chorente                     | 67,89 | 15,24 | 10,98 | 0,61 | 0,41 | 0,41 | 492      |
| Cossourado                   | 50,10 | 24,75 | 15,57 | 2,00 | 2,59 | 0,60 | 501      |
| Courel                       | 69,54 | 12,00 | 10,15 | 2,15 | 0,92 | 0,92 | 325      |
| Couto                        | 48,99 | 21,21 | 16,16 | 1,52 | 1,01 | 0,51 | 198      |
| Creixomil                    | 46,77 | 26,99 | 13,49 | 3,51 | 1,48 | 0,18 | 541      |
| Cristelo                     | 57,49 | 19,98 | 13,71 | 1,18 | 0,78 | 1,18 | 1 021    |
| Durrães                      | 63,36 | 11,48 | 12,80 | 1,99 | 1,55 | 1,55 | 453      |
| Encourados                   | 52,23 | 19,43 | 17,20 | 2,23 | 1,27 | 0,96 | 314      |
| Faria                        | 60,70 | 19,35 | 9,09  | 1,47 | 2,93 | 0,88 | 341      |
| Feitos                       | 42,09 | 38,05 | 5,39  | 2,02 | 2,36 | 0    | 297      |
| Fonte Coberta                | 40,85 | 34,48 | 9,28  | 2,12 | 3,45 | 0,53 | 377      |
| Fornelos                     | 51,96 | 16,86 | 22,17 | 3,23 | 0,23 | 0,23 | 433      |
| Fragoso                      | 51,17 | 22,08 | 13,07 | 2,25 | 2,16 | 1,21 | 1 155    |
| Galegos Santa Maria          | 53,57 | 24,25 | 8,87  | 3,28 | 2,02 | 1,32 | 1 736    |
| Galegos São Martinho         | 45,35 | 27,46 | 10,22 | 4,65 | 1,46 | 3,28 | 1 096    |
| Gamil                        | 46,36 | 28,79 | 10,28 | 5,42 | 2,80 | 0,37 | 535      |
| Gilmonde                     | 54,83 | 24,14 | 8,48  | 4,29 | 1,82 | 0,32 | 932      |
| Goios                        | 51,63 | 21,36 | 16,32 | 1,78 | 1,78 | 0,89 | 337      |
| Grimancelos                  | 51,41 | 30,72 | 7,03  | 3,01 | 1,20 | 0    | 498      |
| Gueral                       | 58,24 | 13,79 | 18,39 | 0,38 | 0,38 | 0,77 | 261      |
| Igreja Nova                  | 62,60 | 18,50 | 8,27  | 0,39 | 0,39 | 2,36 | 254      |
| Lama                         | 58,20 | 21,35 | 8,51  | 2,54 | 1,14 | 3,68 | 787      |
| Lijó                         | 49,27 | 27,09 | 9,19  | 3,59 | 2,49 | 0,76 | 1 447    |
| Macieira de Rates            | 65,13 | 8,12  | 19,40 | 1,88 | 0,68 | 0,51 | 1 170    |
| Manhente                     | 50,14 | 26,15 | 8,39  | 6,67 | 2,34 | 0,72 | 1 109    |
| Mariz                        | 32,02 | 38,74 | 10,67 | 3,16 | 1,98 | 1,98 | 253      |
| Martim                       | 43,30 | 32,40 | 8,64  | 3,19 | 4,21 | 0,78 | 1 284    |
| Midões                       | 32,43 | 50,68 | 4,73  | 3,72 | 1,69 | 0,34 | 296      |
| Milhazes                     | 59,04 | 18,26 | 11,70 | 3,01 | 1,77 | 0,18 | 564      |
| Minhotães                    | 57,87 | 25,05 | 8,16  | 1,90 | 0,76 | 0,19 | 527      |
| Monte de Fralães             | 53,00 | 22,12 | 11,98 | 5,53 | 1,38 | 2,30 | 217      |
| Moure                        | 49,72 | 32,22 | 4,84  | 1,68 | 4,10 | 1,12 | 537      |
| Negreiros                    | 72,79 | 7,58  | 12,24 | 1,00 | 1,00 | 0,37 | 1 095    |
| Oliveira                     | 59,30 | 17,28 | 8,64  | 2,82 | 0,83 | 2,49 | 602      |
| Palme                        | 63,58 | 15,56 | 10,93 | 1,82 | 1,49 | 0,66 | 604      |
| Panque                       | 64,04 | 11,80 | 13,76 | 3,09 | 1,97 | 0,28 | 356      |
| Paradela                     | 64,11 | 12,03 | 14,52 | 1,87 | 0,62 | 1,66 | 482      |
| Pedra Furada                 | 46,86 | 30,96 | 8,79  | 5,02 | 1,26 | 2,51 | 239      |
| Pereira                      | 45,66 | 24,65 | 15,09 | 2,64 | 2,52 | 0,38 | 795      |
| Perelhal                     | 46,54 | 29,55 | 12,55 | 2,27 | 2,27 | 0,11 | 924      |
| Pousa                        | 41,33 | 30,73 | 11,46 | 3,17 | 3,56 | 1,93 | 1 292    |
| Quintiães                    | 60,70 | 13,18 | 14,93 | 3,23 | 1,74 | 0,50 | 402      |
| Remelhe                      | 47,92 | 20,88 | 18,27 | 2,02 | 2,97 | 0,24 | 843      |
| Rio Covo Santa Eugénia       | 39,16 | 37,16 | 4,53  | 4,42 | 4,63 | 2,11 | 950      |
| Rio Covo Santa Eulália       | 43,00 | 37,54 | 6,48  | 1,37 | 4,78 | 1,19 | 586      |
| Roriz                        | 62,33 | 12,67 | 12,16 | 3,44 | 2,10 | 1,43 | 1 192    |
| Sequeade                     | 40,67 | 36,71 | 7,54  | 3,37 | 3,37 | 0,40 | 504      |
| Silva                        | 39,18 | 35,86 | 7,42  | 4,11 | 3,95 | 0,32 | 633      |
| Silveiros                    | 45,77 | 29,15 | 9,25  | 3,45 | 3,92 | 2,04 | 638      |
| Tamel Santa Leocádia         | 54,24 | 27,46 | 4,46  | 2,90 | 1,12 | 1,56 | 448      |
| Tamel São Pedro Fins         | 53,91 | 28,70 | 3,48  | 1,74 | 1,74 | 2,32 | 345      |
| Tamel São Veríssimo          | 37,14 | 39,00 | 6,70  | 6,32 | 3,51 | 1,17 | 1 882    |
| Tregosa                      | 45,33 | 24,53 | 9,60  | 4,27 | 3,20 | 1,33 | 375      |
| Ucha                         | 40,78 | 31,02 | 9,40  | 3,06 | 2,94 | 7,05 | 851      |
| Várzea                       | 42,67 | 35,49 | 7,68  | 3,59 | 2,39 | 0,90 | 1 003    |
| Viatodos                     | 48,64 | 28,95 | 11,08 | 2,79 | 1,75 | 0,64 | 1 254    |
| Vila Boa                     | 35,81 | 35,40 | 8,65  | 7,32 | 3,15 | 1,32 | 983      |
| Vila Cova                    | 56,88 | 17,60 | 11,93 | 2,12 | 1,95 | 0,68 | 1 182    |
| Vila Frescainha São Martinho | 35,10 | 35,99 | 9,07  | 5,01 | 7,97 | 0,48 | 1 456    |
| Vila Frescainha São Pedro    | 37,37 | 38,05 | 8,39  | 3,32 | 4,59 | 0,39 | 1 025    |
| Vilar de Figos               | 63,10 | 12,30 | 12,03 | 3,48 | 1,07 | 1,60 | 374      |
| Vilar do Monte               | 44,82 | 21,76 | 13,21 | 4,66 | 5,18 | 0,52 | 386      |
| Vila Seca                    | 54,84 | 20,46 | 12,28 | 3,96 | 2,05 | 0,55 | 733      |
| Barcelos                     | 46,94 | 28,09 | 10,10 | 3,72 | 3,21 | 1,02 | 70 895   |

#### Abade de Neiva
| Partido                 | Partido                        | Votos | %               | +/-   |
| ----------------------- | ------------------------------ | ----- | --------------- | ----- |
|                         | Partido Social Democrata       | 569   | 47,38 / 100,00  | 12,30 |
|                         | Partido Socialista             | 340   | 28,31 / 100,00  | 10,31 |
|                         | CDS – Partido Popular          | 98    | 8,16 / 100,00   | 1,54  |
|                         | Coligação Democrática Unitária | 43    | 3,58 / 100,00   | 1,13  |
|                         | Bloco de Esquerda              | 40    | 3,33 / 100,00   | 3,67  |
|                         | Outros                         | 111   | 4,66 / 100,00   |       |
| Votos Inválidos         | Votos Inválidos                | 55    | 4,58 / 100,00   | 0,03  |
| Total                   | Total                          | 1 201 | 100,00 / 100,00 |       |
| Eleitorado/Participação | Eleitorado/Participação        | 1 674 | 71,74 / 100,00  | 2,48  |

#### Aborim
| Partido                 | Partido                        | Votos | %               | +/-   |
| ----------------------- | ------------------------------ | ----- | --------------- | ----- |
|                         | Partido Social Democrata       | 204   | 37,36 / 100,00  | 10,18 |
|                         | Partido Socialista             | 189   | 34,62 / 100,00  | 7,77  |
|                         | CDS – Partido Popular          | 49    | 8,97 / 100,00   | 2,84  |
|                         | Bloco de Esquerda              | 29    | 5,31 / 100,00   | 3,43  |
|                         | Coligação Democrática Unitária | 21    | 3,85 / 100,00   | 0,13  |
|                         | PCTP/MRPP                      | 13    | 2,38 / 100,00   | 1,57  |
|                         | Outros                         | 22    | 4,03 / 100,00   |       |
| Votos Inválidos         | Votos Inválidos                | 19    | 3,48 / 100,00   | 1,53  |
| Total                   | Total                          | 546   | 100,00 / 100,00 |       |
| Eleitorado/Participação | Eleitorado/Participação        | 851   | 64,16 / 100,00  | 4,13  |

#### Adães
| Partido                 | Partido                        | Votos | %               | +/-  |
| ----------------------- | ------------------------------ | ----- | --------------- | ---- |
|                         | Partido Social Democrata       | 194   | 41,01 / 100,00  | 7,08 |
|                         | Partido Socialista             | 159   | 33,62 / 100,00  | 8,30 |
|                         | CDS – Partido Popular          | 57    | 12,05 / 100,00  | 3,67 |
|                         | Coligação Democrática Unitária | 21    | 4,44 / 100,00   | 1,35 |
|                         | Bloco de Esquerda              | 15    | 3,17 / 100,00   | 2,82 |
|                         | Partido da Terra               | 5     | 1,06 / 100,00   | -    |
|                         | Outros                         | 9     | 1,89 / 100,00   |      |
| Votos Inválidos         | Votos Inválidos                | 13    | 2,74 / 100,00   | 0,14 |
| Total                   | Total                          | 473   | 100,00 / 100,00 |      |
| Eleitorado/Participação | Eleitorado/Participação        | 681   | 69,46 / 100,00  | 6,11 |

#### Aguiar
| Partido                 | Partido                        | Votos | %               | +/-  |
| ----------------------- | ------------------------------ | ----- | --------------- | ---- |
|                         | Partido Social Democrata       | 167   | 53,87 / 100,00  | 8,90 |
|                         | Partido Socialista             | 63    | 20,32 / 100,00  | 7,79 |
|                         | CDS – Partido Popular          | 21    | 6,77 / 100,00   | 2,70 |
|                         | Coligação Democrática Unitária | 13    | 4,19 / 100,00   | 0,05 |
|                         | Bloco de Esquerda              | 13    | 4,19 / 100,00   | 2,02 |
|                         | PCTP/MRPP                      | 5     | 1,61 / 100,00   | 1,31 |
|                         | Outros                         | 10    | 3,23 / 100,00   |      |
| Votos Inválidos         | Votos Inválidos                | 18    | 5,81 / 100,00   | 1,55 |
| Total                   | Total                          | 310   | 100,00 / 100,00 |      |
| Eleitorado/Participação | Eleitorado/Participação        | 531   | 58,38 / 100,00  | 6,00 |

#### Airó
| Partido                 | Partido                        | Votos | %               | +/-   |
| ----------------------- | ------------------------------ | ----- | --------------- | ----- |
|                         | Partido Social Democrata       | 298   | 50,77 / 100,00  | 11,99 |
|                         | Partido Socialista             | 166   | 28,28 / 100,00  | 7,72  |
|                         | CDS – Partido Popular          | 50    | 8,52 / 100,00   | 2,26  |
|                         | Bloco de Esquerda              | 11    | 1,87 / 100,00   | 5,09  |
|                         | Movimento Esperança Portugal   | 8     | 1,36 / 100,00   | 1,19  |
|                         | Coligação Democrática Unitária | 7     | 1,19 / 100,00   | 1,24  |
|                         | Outros                         | 22    | 3,74 / 100,00   |       |
| Votos Inválidos         | Votos Inválidos                | 25    | 4,26 / 100,00   | 2,17  |
| Total                   | Total                          | 587   | 100,00 / 100,00 |       |
| Eleitorado/Participação | Eleitorado/Participação        | 864   | 67,94 / 100,00  | 0,21  |

#### Aldreu
| Partido                 | Partido                        | Votos | %               | +/-   |
| ----------------------- | ------------------------------ | ----- | --------------- | ----- |
|                         | Partido Social Democrata       | 206   | 46,09 / 100,00  | 13,52 |
|                         | Partido Socialista             | 153   | 34,23 / 100,00  | 12,66 |
|                         | CDS – Partido Popular          | 19    | 4,25 / 100,00   | 1,97  |
|                         | Coligação Democrática Unitária | 9     | 2,01 / 100,00   | 1,52  |
|                         | Bloco de Esquerda              | 9     | 2,01 / 100,00   | 2,97  |
|                         | Partido da Nova Democracia     | 7     | 1,57 / 100,00   | 0,53  |
|                         | Partido da Terra               | 5     | 1,12 / 100,00   | -     |
|                         | Outros                         | 14    | 3,12 / 100,00   |       |
| Votos Inválidos         | Votos Inválidos                | 25    | 5,59 / 100,00   | 3,10  |
| Total                   | Total                          | 447   | 100,00 / 100,00 |       |
| Eleitorado/Participação | Eleitorado/Participação        | 744   | 60,08 / 100,00  | 6,04  |

#### Alheira
| Partido                 | Partido                    | Votos | %               | +/-   |
| ----------------------- | -------------------------- | ----- | --------------- | ----- |
|                         | Partido Social Democrata   | 423   | 61,66 / 100,00  | 10,65 |
|                         | Partido Socialista         | 133   | 19,39 / 100,00  | 11,07 |
|                         | CDS – Partido Popular      | 58    | 8,45 / 100,00   | 0,98  |
|                         | Bloco de Esquerda          | 13    | 1,90 / 100,00   | 1,40  |
|                         | Partido da Nova Democracia | 10    | 1,46 / 100,00   | 0,70  |
|                         | Outros                     | 18    | 2,63 / 100,00   |       |
| Votos Inválidos         | Votos Inválidos            | 31    | 4,52 / 100,00   | 1,07  |
| Total                   | Total                      | 686   | 100,00 / 100,00 |       |
| Eleitorado/Participação | Eleitorado/Participação    | 1 177 | 58,28 / 100,00  | 2,03  |

#### Alvelos
| Partido                 | Partido                        | Votos | %               | +/-   |
| ----------------------- | ------------------------------ | ----- | --------------- | ----- |
|                         | Partido Social Democrata       | 622   | 48,07 / 100,00  | 11,59 |
|                         | Partido Socialista             | 396   | 30,60 / 100,00  | 7,82  |
|                         | CDS – Partido Popular          | 126   | 9,74 / 100,00   | 2,19  |
|                         | Bloco de Esquerda              | 36    | 2,78 / 100,00   | 3,26  |
|                         | Coligação Democrática Unitária | 32    | 2,47 / 100,00   | 0,46  |
|                         | Outros                         | 40    | 3,09 / 100,00   |       |
| Votos Inválidos         | Votos Inválidos                | 42    | 3,25 / 100,00   | 0,31  |
| Total                   | Total                          | 1 294 | 100,00 / 100,00 |       |
| Eleitorado/Participação | Eleitorado/Participação        | 1 917 | 67,50 / 100,00  | 0,33  |

#### Alvito São Martinho
| Partido                 | Partido                               | Votos | %               | +/-  |
| ----------------------- | ------------------------------------- | ----- | --------------- | ---- |
|                         | Partido Social Democrata              | 143   | 51,62 / 100,00  | 8,56 |
|                         | Partido Socialista                    | 61    | 22,02 / 100,00  | 6,11 |
|                         | CDS – Partido Popular                 | 23    | 8,30 / 100,00   | 3,16 |
|                         | Bloco de Esquerda                     | 17    | 6,14 / 100,00   | 1,85 |
|                         | Coligação Democrática Unitária        | 5     | 1,81 / 100,00   | 0,97 |
|                         | Partido da Nova Democracia            | 5     | 1,81 / 100,00   | 0,07 |
|                         | PCTP/MRPP                             | 3     | 1,08 / 100,00   | 0,63 |
|                         | Partido pelos Animais e pela Natureza | 3     | 1,08 / 100,00   | Novo |
|                         | Partido Trabalhista Português         | 3     | 1,08 / 100,00   | -    |
|                         | Outros                                | 3     | 1,08 / 100,00   |      |
| Votos Inválidos         | Votos Inválidos                       | 11    | 3,97 / 100,00   | 1,89 |
| Total                   | Total                                 | 277   | 100,00 / 100,00 |      |
| Eleitorado/Participação | Eleitorado/Participação               | 388   | 71,39 / 100,00  | 4,80 |

#### Alvito São Pedro
| Partido                 | Partido                        | Votos | %               | +/-     |
| ----------------------- | ------------------------------ | ----- | --------------- | ------- |
|                         | Partido Social Democrata       | 195   | 53,42 / 100,00  | 26,57   |
|                         | Partido Socialista             | 64    | 17,53 / 100,00  | 9,05    |
|                         | Bloco de Esquerda              | 35    | 9,59 / 100,00   | 2,19    |
|                         | CDS – Partido Popular          | 30    | 8,22 / 100,00   | 6,85    |
|                         | Coligação Democrática Unitária | 6     | 1,64 / 100,00   | 0,55    |
|                         | Partido da Nova Democracia     | 5     | 1,37 / 100,00   | 11,51   |
|                         | Movimento Esperança Portugal   | 4     | 1,10 / 100,00   | 0,83    |
|                         | Outros                         | 9     | 2,44 / 100,00   |         |
| Votos Inválidos         | Votos Inválidos                | 17    | 4,66 / 100,00   | Aumento |
| Total                   | Total                          | 365   | 100,00 / 100,00 |         |
| Eleitorado/Participação | Eleitorado/Participação        | 519   | 70,33 / 100,00  | 1,52    |

#### Arcozelo
| Partido                 | Partido                        | Votos  | %               | +/-  |
| ----------------------- | ------------------------------ | ------ | --------------- | ---- |
|                         | Partido Socialista             | 2 702  | 40,87 / 100,00  | 7,18 |
|                         | Partido Social Democrata       | 1 923  | 29,09 / 100,00  | 8,15 |
|                         | CDS – Partido Popular          | 554    | 8,38 / 100,00   | 0,91 |
|                         | Coligação Democrática Unitária | 455    | 6,88 / 100,00   | 0,98 |
|                         | Bloco de Esquerda              | 455    | 6,88 / 100,00   | 5,51 |
|                         | Outros                         | 232    | 3,51 / 100,00   |      |
| Votos Inválidos         | Votos Inválidos                | 290    | 4,39 / 100,00   | 1,71 |
| Total                   | Total                          | 6 611  | 100,00 / 100,00 |      |
| Eleitorado/Participação | Eleitorado/Participação        | 10 440 | 63,32 / 100,00  | 1,41 |

#### Areias
| Partido                 | Partido                        | Votos | %               | +/-   |
| ----------------------- | ------------------------------ | ----- | --------------- | ----- |
|                         | Partido Social Democrata       | 318   | 46,56 / 100,00  | 9,11  |
|                         | Partido Socialista             | 184   | 26,94 / 100,00  | 10,94 |
|                         | CDS – Partido Popular          | 67    | 9,81 / 100,00   | 0,67  |
|                         | Bloco de Esquerda              | 26    | 3,81 / 100,00   | 3,88  |
|                         | Partido da Nova Democracia     | 22    | 3,22 / 100,00   | 1,77  |
|                         | Coligação Democrática Unitária | 16    | 2,34 / 100,00   | 0,60  |
|                         | Outros                         | 16    | 2,34 / 100,00   |       |
| Votos Inválidos         | Votos Inválidos                | 34    | 4,98 / 100,00   | 1,93  |
| Total                   | Total                          | 683   | 100,00 / 100,00 |       |
| Eleitorado/Participação | Eleitorado/Participação        | 977   | 69,91 / 100,00  | 0,31  |

#### Areias de Vilar
| Partido                 | Partido                        | Votos | %               | +/-  |
| ----------------------- | ------------------------------ | ----- | --------------- | ---- |
|                         | Partido Social Democrata       | 354   | 44,25 / 100,00  | 3,74 |
|                         | Partido Socialista             | 192   | 24,00 / 100,00  | 8,10 |
|                         | CDS – Partido Popular          | 119   | 14,88 / 100,00  | 2,78 |
|                         | Coligação Democrática Unitária | 42    | 5,25 / 100,00   | 0,92 |
|                         | Bloco de Esquerda              | 32    | 4,00 / 100,00   | 1,61 |
|                         | Partido da Nova Democracia     | 8     | 1,00 / 100,00   | 0,11 |
|                         | Outros                         | 26    | 3,24 / 100,00   |      |
| Votos Inválidos         | Votos Inválidos                | 27    | 3,38 / 100,00   | 0,96 |
| Total                   | Total                          | 800   | 100,00 / 100,00 |      |
| Eleitorado/Participação | Eleitorado/Participação        | 1 179 | 67,85 / 100,00  | 1,61 |

#### Balugães
| Partido                 | Partido                        | Votos | %               | +/-   |
| ----------------------- | ------------------------------ | ----- | --------------- | ----- |
|                         | Partido Social Democrata       | 284   | 55,69 / 100,00  | 10,50 |
|                         | Partido Socialista             | 105   | 20,59 / 100,00  | 8,63  |
|                         | CDS – Partido Popular          | 43    | 8,43 / 100,00   | 2,82  |
|                         | Coligação Democrática Unitária | 24    | 4,71 / 100,00   | 1,81  |
|                         | Bloco de Esquerda              | 15    | 2,94 / 100,00   | 2,14  |
|                         | Partido da Nova Democracia     | 7     | 1,37 / 100,00   | 1,37  |
|                         | Outros                         | 14    | 2,74 / 100,00   |       |
| Votos Inválidos         | Votos Inválidos                | 18    | 3,53 / 100,00   | 1,00  |
| Total                   | Total                          | 510   | 100,00 / 100,00 |       |
| Eleitorado/Participação | Eleitorado/Participação        | 776   | 65,72 / 100,00  | 2,98  |

#### Barcelinhos
| Partido                 | Partido                        | Votos | %               | +/-  |
| ----------------------- | ------------------------------ | ----- | --------------- | ---- |
|                         | Partido Social Democrata       | 426   | 36,29 / 100,00  | 8,20 |
|                         | Partido Socialista             | 401   | 34,16 / 100,00  | 6,28 |
|                         | CDS – Partido Popular          | 116   | 9,88 / 100,00   | 0,91 |
|                         | Coligação Democrática Unitária | 71    | 6,05 / 100,00   | 0,12 |
|                         | Bloco de Esquerda              | 50    | 4,26 / 100,00   | 5,21 |
|                         | Partido da Nova Democracia     | 18    | 1,53 / 100,00   | 0,29 |
|                         | Outros                         | 28    | 2,38 / 100,00   |      |
| Votos Inválidos         | Votos Inválidos                | 64    | 5,45 / 100,00   | 3,47 |
| Total                   | Total                          | 1 174 | 100,00 / 100,00 |      |
| Eleitorado/Participação | Eleitorado/Participação        | 1 654 | 70,98 / 100,00  | 1,54 |

#### Barcelos
| Partido                 | Partido                               | Votos | %               | +/-  |
| ----------------------- | ------------------------------------- | ----- | --------------- | ---- |
|                         | Partido Social Democrata              | 1 243 | 37,53 / 100,00  | 7,45 |
|                         | Partido Socialista                    | 1 040 | 31,40 / 100,00  | 4,70 |
|                         | CDS – Partido Popular                 | 346   | 10,45 / 100,00  | 0,48 |
|                         | Bloco de Esquerda                     | 220   | 6,64 / 100,00   | 6,13 |
|                         | Coligação Democrática Unitária        | 200   | 6,04 / 100,00   | 0,64 |
|                         | Partido pelos Animais e pela Natureza | 33    | 1,00 / 100,00   | Novo |
|                         | Outros                                | 75    | 2,26 / 100,00   |      |
| Votos Inválidos         | Votos Inválidos                       | 155   | 4,68 / 100,00   | 1,73 |
| Total                   | Total                                 | 3 312 | 100,00 / 100,00 |      |
| Eleitorado/Participação | Eleitorado/Participação               | 4 688 | 70,65 / 100,00  | 1,21 |

#### Barqueiros
| Partido                 | Partido                        | Votos | %               | +/-  |
| ----------------------- | ------------------------------ | ----- | --------------- | ---- |
|                         | Partido Social Democrata       | 447   | 46,51 / 100,00  | 9,48 |
|                         | Partido Socialista             | 339   | 35,28 / 100,00  | 7,97 |
|                         | CDS – Partido Popular          | 91    | 9,47 / 100,00   | 0,25 |
|                         | Coligação Democrática Unitária | 16    | 1,66 / 100,00   | 0,01 |
|                         | Bloco de Esquerda              | 15    | 1,56 / 100,00   | 1,26 |
|                         | Outros                         | 20    | 2,09 / 100,00   |      |
| Votos Inválidos         | Votos Inválidos                | 33    | 3,43 / 100,00   | 0,52 |
| Total                   | Total                          | 961   | 100,00 / 100,00 |      |
| Eleitorado/Participação | Eleitorado/Participação        | 1 739 | 55,26 / 100,00  | 4,74 |

#### Bastuço Santo Estêvão
| Partido                 | Partido                        | Votos | %               | +/-  |
| ----------------------- | ------------------------------ | ----- | --------------- | ---- |
|                         | Partido Social Democrata       | 146   | 51,77 / 100,00  | 2,48 |
|                         | Partido Socialista             | 71    | 25,18 / 100,00  | 8,75 |
|                         | CDS – Partido Popular          | 25    | 8,87 / 100,00   | 1,73 |
|                         | Coligação Democrática Unitária | 7     | 2,48 / 100,00   | 0,73 |
|                         | Bloco de Esquerda              | 6     | 2,13 / 100,00   | 0,01 |
|                         | Partido Popular Monárquico     | 3     | 1,06 / 100,00   | 0,35 |
|                         | Outros                         | 8     | 2,82 / 100,00   |      |
| Votos Inválidos         | Votos Inválidos                | 16    | 5,68 / 100,00   | 3,53 |
| Total                   | Total                          | 282   | 100,00 / 100,00 |      |
| Eleitorado/Participação | Eleitorado/Participação        | 458   | 61,57 / 100,00  | 0,17 |

#### Bastuço São João
| Partido                 | Partido                        | Votos | %               | +/-  |
| ----------------------- | ------------------------------ | ----- | --------------- | ---- |
|                         | Partido Socialista             | 158   | 42,47 / 100,00  | 0,85 |
|                         | Partido Social Democrata       | 155   | 41,67 / 100,00  | 1,57 |
|                         | CDS – Partido Popular          | 25    | 6,72 / 100,00   | 1,91 |
|                         | Coligação Democrática Unitária | 9     | 2,42 / 100,00   | 1,15 |
|                         | Bloco de Esquerda              | 8     | 2,15 / 100,00   | 3,69 |
|                         | Outros                         | 10    | 2,70 / 100,00   |      |
| Votos Inválidos         | Votos Inválidos                | 7     | 1,89 / 100,00   | 0,88 |
| Total                   | Total                          | 372   | 100,00 / 100,00 |      |
| Eleitorado/Participação | Eleitorado/Participação        | 582   | 63,92 / 100,00  | 5,08 |

#### Cambeses
| Partido                 | Partido                        | Votos | %               | +/-   |
| ----------------------- | ------------------------------ | ----- | --------------- | ----- |
|                         | Partido Socialista             | 332   | 42,08 / 100,00  | 10,90 |
|                         | Partido Social Democrata       | 261   | 33,08 / 100,00  | 7,93  |
|                         | CDS – Partido Popular          | 55    | 6,97 / 100,00   | 1,75  |
|                         | Coligação Democrática Unitária | 53    | 6,72 / 100,00   | 0,77  |
|                         | Bloco de Esquerda              | 22    | 2,79 / 100,00   | 2,92  |
|                         | PCTP/MRPP                      | 9     | 1,14 / 100,00   | 0,90  |
|                         | Outros                         | 22    | 2,79 / 100,00   |       |
| Votos Inválidos         | Votos Inválidos                | 35    | 4,44 / 100,00   | 1,40  |
| Total                   | Total                          | 789   | 100,00 / 100,00 |       |
| Eleitorado/Participação | Eleitorado/Participação        | 1 198 | 65,86 / 100,00  | 2,90  |

#### Campo
| Partido                 | Partido                        | Votos | %               | +/-   |
| ----------------------- | ------------------------------ | ----- | --------------- | ----- |
|                         | Partido Social Democrata       | 354   | 55,75 / 100,00  | 15,41 |
|                         | Partido Socialista             | 137   | 21,57 / 100,00  | 14,93 |
|                         | CDS – Partido Popular          | 64    | 10,08 / 100,00  | 0,35  |
|                         | Bloco de Esquerda              | 17    | 2,68 / 100,00   | 1,31  |
|                         | Coligação Democrática Unitária | 8     | 1,26 / 100,00   | 0,03  |
|                         | Partido da Nova Democracia     | 7     | 1,10 / 100,00   | 0,18  |
|                         | Outros                         | 13    | 2,05 / 100,00   |       |
| Votos Inválidos         | Votos Inválidos                | 35    | 5,51 / 100,00   | 1,68  |
| Total                   | Total                          | 635   | 100,00 / 100,00 |       |
| Eleitorado/Participação | Eleitorado/Participação        | 921   | 68,95 / 100,00  | 0,56  |

#### Carapeços
| Partido                 | Partido                        | Votos | %               | +/-   |
| ----------------------- | ------------------------------ | ----- | --------------- | ----- |
|                         | Partido Social Democrata       | 661   | 52,38 / 100,00  | 11,62 |
|                         | Partido Socialista             | 315   | 24,96 / 100,00  | 9,72  |
|                         | CDS – Partido Popular          | 120   | 9,51 / 100,00   | 1,84  |
|                         | Coligação Democrática Unitária | 35    | 2,77 / 100,00   | 0,50  |
|                         | Bloco de Esquerda              | 29    | 2,30 / 100,00   | 3,13  |
|                         | Outros                         | 62    | 4,91 / 100,00   |       |
| Votos Inválidos         | Votos Inválidos                | 40    | 3,17 / 100,00   | 0,82  |
| Total                   | Total                          | 1 262 | 100,00 / 100,00 |       |
| Eleitorado/Participação | Eleitorado/Participação        | 1 906 | 66,21 / 100,00  | 0,82  |

#### Carreira
| Partido                 | Partido                        | Votos | %               | +/-   |
| ----------------------- | ------------------------------ | ----- | --------------- | ----- |
|                         | Partido Social Democrata       | 350   | 43,26 / 100,00  | 9,51  |
|                         | Partido Socialista             | 254   | 31,40 / 100,00  | 10,47 |
|                         | CDS – Partido Popular          | 80    | 9,89 / 100,00   | 1,54  |
|                         | Coligação Democrática Unitária | 27    | 3,34 / 100,00   | 0,84  |
|                         | Bloco de Esquerda              | 24    | 2,97 / 100,00   | 3,01  |
|                         | Partido da Nova Democracia     | 12    | 1,48 / 100,00   | 0,35  |
|                         | Partido da Terra               | 9     | 1,11 / 100,00   | -     |
|                         | Outros                         | 19    | 2,35 / 100,00   |       |
| Votos Inválidos         | Votos Inválidos                | 34    | 4,20 / 100,00   | 1,95  |
| Total                   | Total                          | 809   | 100,00 / 100,00 |       |
| Eleitorado/Participação | Eleitorado/Participação        | 1 312 | 61,66 / 100,00  | 4,12  |

#### Carvalhal
| Partido                 | Partido                        | Votos | %               | +/-   |
| ----------------------- | ------------------------------ | ----- | --------------- | ----- |
|                         | Partido Social Democrata       | 468   | 48,45 / 100,00  | 11,90 |
|                         | Partido Socialista             | 263   | 27,23 / 100,00  | 6,93  |
|                         | CDS – Partido Popular          | 131   | 13,56 / 100,00  | 3,62  |
|                         | Bloco de Esquerda              | 24    | 2,48 / 100,00   | 2,10  |
|                         | Coligação Democrática Unitária | 21    | 2,17 / 100,00   | 0,60  |
|                         | Outros                         | 28    | 2,91 / 100,00   |       |
| Votos Inválidos         | Votos Inválidos                | 31    | 3,20 / 100,00   | 0,91  |
| Total                   | Total                          | 966   | 100,00 / 100,00 |       |
| Eleitorado/Participação | Eleitorado/Participação        | 1 319 | 73,24 / 100,00  | 4,33  |

#### Carvalhos
| Partido                 | Partido                        | Votos | %               | +/-  |
| ----------------------- | ------------------------------ | ----- | --------------- | ---- |
|                         | Partido Social Democrata       | 208   | 53,61 / 100,00  | 8,74 |
|                         | Partido Socialista             | 113   | 29,12 / 100,00  | 7,80 |
|                         | CDS – Partido Popular          | 27    | 6,96 / 100,00   | 2,78 |
|                         | Coligação Democrática Unitária | 8     | 2,06 / 100,00   | 0,01 |
|                         | Partido da Nova Democracia     | 7     | 1,80 / 100,00   | 1,80 |
|                         | Bloco de Esquerda              | 5     | 1,29 / 100,00   | 1,79 |
|                         | Outros                         | 8     | 2,07 / 100,00   |      |
| Votos Inválidos         | Votos Inválidos                | 12    | 3,10 / 100,00   | 1,30 |
| Total                   | Total                          | 388   | 100,00 / 100,00 |      |
| Eleitorado/Participação | Eleitorado/Participação        | 691   | 56,15 / 100,00  | 1,30 |

#### Chavão
| Partido                 | Partido                        | Votos | %               | +/-   |
| ----------------------- | ------------------------------ | ----- | --------------- | ----- |
|                         | Partido Social Democrata       | 279   | 64,43 / 100,00  | 9,61  |
|                         | Partido Socialista             | 74    | 17,09 / 100,00  | 11,81 |
|                         | CDS – Partido Popular          | 45    | 10,39 / 100,00  | 1,22  |
|                         | Bloco de Esquerda              | 9     | 2,08 / 100,00   | 1,36  |
|                         | Coligação Democrática Unitária | 6     | 1,39 / 100,00   | 0,93  |
|                         | Outros                         | 8     | 1,84 / 100,00   |       |
| Votos Inválidos         | Votos Inválidos                | 12    | 2,77 / 100,00   | 0,93  |
| Total                   | Total                          | 433   | 100,00 / 100,00 |       |
| Eleitorado/Participação | Eleitorado/Participação        | 599   | 72,29 / 100,00  | 1,16  |

#### Chorente
| Partido                 | Partido                  | Votos | %               | +/-   |
| ----------------------- | ------------------------ | ----- | --------------- | ----- |
|                         | Partido Social Democrata | 334   | 67,89 / 100,00  | 11,19 |
|                         | Partido Socialista       | 75    | 15,24 / 100,00  | 6,90  |
|                         | CDS – Partido Popular    | 54    | 10,98 / 100,00  | 3,00  |
|                         | Outros                   | 14    | 2,85 / 100,00   |       |
| Votos Inválidos         | Votos Inválidos          | 15    | 3,05 / 100,00   | 1,89  |
| Total                   | Total                    | 492   | 100,00 / 100,00 |       |
| Eleitorado/Participação | Eleitorado/Participação  | 678   | 72,57 / 100,00  | 4,41  |

#### Cossourado
| Partido                 | Partido                        | Votos | %               | +/-  |
| ----------------------- | ------------------------------ | ----- | --------------- | ---- |
|                         | Partido Social Democrata       | 251   | 50,10 / 100,00  | 9,98 |
|                         | Partido Socialista             | 124   | 24,75 / 100,00  | 8,78 |
|                         | CDS – Partido Popular          | 78    | 15,57 / 100,00  | 0,65 |
|                         | Coligação Democrática Unitária | 13    | 2,59 / 100,00   | 1,23 |
|                         | Bloco de Esquerda              | 10    | 2,00 / 100,00   | 1,10 |
|                         | Outros                         | 15    | 3,00 / 100,00   |      |
| Votos Inválidos         | Votos Inválidos                | 10    | 2,00 / 100,00   | 0,33 |
| Total                   | Total                          | 501   | 100,00 / 100,00 |      |
| Eleitorado/Participação | Eleitorado/Participação        | 838   | 59,79 / 100,00  | 1,57 |

#### Courel
| Partido                 | Partido                  | Votos | %               | +/-   |
| ----------------------- | ------------------------ | ----- | --------------- | ----- |
|                         | Partido Social Democrata | 226   | 69,54 / 100,00  | 15,55 |
|                         | Partido Socialista       | 39    | 12,00 / 100,00  | 5,48  |
|                         | CDS – Partido Popular    | 33    | 10,15 / 100,00  | 6,11  |
|                         | Bloco de Esquerda        | 7     | 2,15 / 100,00   | 3,06  |
|                         | Outros                   | 14    | 4,32 / 100,00   |       |
| Votos Inválidos         | Votos Inválidos          | 6     | 1,85 / 100,00   | 1,52  |
| Total                   | Total                    | 325   | 100,00 / 100,00 |       |
| Eleitorado/Participação | Eleitorado/Participação  | 446   | 72,87 / 100,00  | 2,46  |

#### Couto
| Partido                 | Partido                        | Votos | %               | +/-   |
| ----------------------- | ------------------------------ | ----- | --------------- | ----- |
|                         | Partido Social Democrata       | 97    | 48,99 / 100,00  | 16,38 |
|                         | Partido Socialista             | 42    | 21,21 / 100,00  | 9,66  |
|                         | CDS – Partido Popular          | 32    | 16,16 / 100,00  | 4,42  |
|                         | Bloco de Esquerda              | 3     | 1,52 / 100,00   | 3,70  |
|                         | Coligação Democrática Unitária | 2     | 1,01 / 100,00   | 2,03  |
|                         | Outros                         | 6     | 3,06 / 100,00   |       |
| Votos Inválidos         | Votos Inválidos                | 16    | 8,09 / 100,00   | 5,05  |
| Total                   | Total                          | 198   | 100,00 / 100,00 |       |
| Eleitorado/Participação | Eleitorado/Participação        | 297   | 66,67 / 100,00  | 8,25  |

#### Creixomil
| Partido                 | Partido                        | Votos | %               | +/-   |
| ----------------------- | ------------------------------ | ----- | --------------- | ----- |
|                         | Partido Social Democrata       | 253   | 46,77 / 100,00  | 13,09 |
|                         | Partido Socialista             | 146   | 26,99 / 100,00  | 7,38  |
|                         | CDS – Partido Popular          | 73    | 13,49 / 100,00  | 3,44  |
|                         | Bloco de Esquerda              | 19    | 3,51 / 100,00   | 1,50  |
|                         | Partido Nacional Renovador     | 10    | 1,85 / 100,00   | 1,95  |
|                         | Coligação Democrática Unitária | 8     | 1,48 / 100,00   | 0,25  |
|                         | Outros                         | 16    | 2,95 / 100,00   |       |
| Votos Inválidos         | Votos Inválidos                | 16    | 2,95 / 100,00   | 0,36  |
| Total                   | Total                          | 541   | 100,00 / 100,00 |       |
| Eleitorado/Participação | Eleitorado/Participação        | 737   | 73,41 / 100,00  | 4,31  |

#### Cristelo
| Partido                 | Partido                    | Votos | %               | +/-   |
| ----------------------- | -------------------------- | ----- | --------------- | ----- |
|                         | Partido Social Democrata   | 587   | 57,49 / 100,00  | 14,51 |
|                         | Partido Socialista         | 204   | 19,98 / 100,00  | 8,48  |
|                         | CDS – Partido Popular      | 140   | 13,71 / 100,00  | 3,46  |
|                         | Bloco de Esquerda          | 12    | 1,18 / 100,00   | 3,56  |
|                         | Partido da Nova Democracia | 12    | 1,18 / 100,00   | 0,61  |
|                         | Outros                     | 43    | 4,21 / 100,00   |       |
| Votos Inválidos         | Votos Inválidos            | 23    | 2,25 / 100,00   | 0,98  |
| Total                   | Total                      | 1 021 | 100,00 / 100,00 |       |
| Eleitorado/Participação | Eleitorado/Participação    | 1 737 | 58,78 / 100,00  | 2,89  |

#### Durrães
| Partido                 | Partido                        | Votos | %               | +/-  |
| ----------------------- | ------------------------------ | ----- | --------------- | ---- |
|                         | Partido Social Democrata       | 287   | 63,36 / 100,00  | 7,85 |
|                         | CDS – Partido Popular          | 58    | 12,80 / 100,00  | 2,91 |
|                         | Partido Socialista             | 52    | 11,48 / 100,00  | 5,25 |
|                         | Bloco de Esquerda              | 9     | 1,99 / 100,00   | 2,30 |
|                         | Coligação Democrática Unitária | 7     | 1,55 / 100,00   | 0,49 |
|                         | Partido da Nova Democracia     | 7     | 1,55 / 100,00   | 0,33 |
|                         | Outros                         | 14    | 3,08 / 100,00   |      |
| Votos Inválidos         | Votos Inválidos                | 19    | 4,20 / 100,00   | 1,55 |
| Total                   | Total                          | 453   | 100,00 / 100,00 |      |
| Eleitorado/Participação | Eleitorado/Participação        | 676   | 67,01 / 100,00  | 2,40 |

#### Encourados
| Partido                 | Partido                        | Votos | %               | +/-  |
| ----------------------- | ------------------------------ | ----- | --------------- | ---- |
|                         | Partido Social Democrata       | 164   | 52,23 / 100,00  | 5,48 |
|                         | Partido Socialista             | 61    | 19,43 / 100,00  | 7,20 |
|                         | CDS – Partido Popular          | 54    | 17,20 / 100,00  | 2,65 |
|                         | Bloco de Esquerda              | 7     | 2,23 / 100,00   | 1,49 |
|                         | Coligação Democrática Unitária | 4     | 1,27 / 100,00   | 0,34 |
|                         | Outros                         | 10    | 3,20 / 100,00   |      |
| Votos Inválidos         | Votos Inválidos                | 14    | 4,45 / 100,00   | 2,90 |
| Total                   | Total                          | 314   | 100,00 / 100,00 |      |
| Eleitorado/Participação | Eleitorado/Participação        | 465   | 67,53 / 100,00  | 1,49 |

#### Faria
| Partido                 | Partido                        | Votos | %               | +/-   |
| ----------------------- | ------------------------------ | ----- | --------------- | ----- |
|                         | Partido Social Democrata       | 207   | 60,70 / 100,00  | 16,91 |
|                         | Partido Socialista             | 66    | 19,35 / 100,00  | 10,31 |
|                         | CDS – Partido Popular          | 31    | 9,09 / 100,00   | 6,46  |
|                         | Coligação Democrática Unitária | 10    | 2,93 / 100,00   | 0,17  |
|                         | Bloco de Esquerda              | 5     | 1,47 / 100,00   | 1,07  |
|                         | Outros                         | 11    | 3,23 / 100,00   |       |
| Votos Inválidos         | Votos Inválidos                | 11    | 3,23 / 100,00   | 0,97  |
| Total                   | Total                          | 341   | 100,00 / 100,00 |       |
| Eleitorado/Participação | Eleitorado/Participação        | 513   | 66,47 / 100,00  | 2,67  |

#### Feitos
| Partido                 | Partido                        | Votos | %               | +/-   |
| ----------------------- | ------------------------------ | ----- | --------------- | ----- |
|                         | Partido Social Democrata       | 125   | 42,09 / 100,00  | 10,20 |
|                         | Partido Socialista             | 113   | 38,05 / 100,00  | 7,15  |
|                         | CDS – Partido Popular          | 16    | 5,39 / 100,00   | 2,97  |
|                         | Coligação Democrática Unitária | 7     | 2,36 / 100,00   | 0,50  |
|                         | Bloco de Esquerda              | 6     | 2,02 / 100,00   | 3,55  |
|                         | PCTP/MRPP                      | 6     | 2,02 / 100,00   | 2,02  |
|                         | Partido da Terra               | 3     | 1,01 / 100,00   | -     |
|                         | Outros                         | 2     | 0,68 / 100,00   |       |
| Votos Inválidos         | Votos Inválidos                | 19    | 6,40 / 100,00   | 1,14  |
| Total                   | Total                          | 297   | 100,00 / 100,00 |       |
| Eleitorado/Participação | Eleitorado/Participação        | 464   | 64,01 / 100,00  | 5,75  |

#### Fonte Coberta
| Partido                 | Partido                        | Votos | %               | +/-  |
| ----------------------- | ------------------------------ | ----- | --------------- | ---- |
|                         | Partido Social Democrata       | 154   | 40,85 / 100,00  | 5,47 |
|                         | Partido Socialista             | 130   | 34,48 / 100,00  | 6,06 |
|                         | CDS – Partido Popular          | 35    | 9,28 / 100,00   | 0,19 |
|                         | Coligação Democrática Unitária | 13    | 3,45 / 100,00   | 0,73 |
|                         | Bloco de Esquerda              | 8     | 2,12 / 100,00   | 2,79 |
|                         | PCTP/MRPP                      | 4     | 1,06 / 100,00   | 0,32 |
|                         | Movimento Esperança Portugal   | 4     | 1,06 / 100,00   | 1,06 |
|                         | Outros                         | 9     | 2,40 / 100,00   |      |
| Votos Inválidos         | Votos Inválidos                | 20    | 5,30 / 100,00   | 2,85 |
| Total                   | Total                          | 377   | 100,00 / 100,00 |      |
| Eleitorado/Participação | Eleitorado/Participação        | 511   | 73,78 / 100,00  | 3,30 |

#### Fornelos
| Partido                 | Partido                  | Votos | %               | +/-  |
| ----------------------- | ------------------------ | ----- | --------------- | ---- |
|                         | Partido Social Democrata | 225   | 51,96 / 100,00  | 8,40 |
|                         | CDS – Partido Popular    | 96    | 22,17 / 100,00  | 0,14 |
|                         | Partido Socialista       | 73    | 16,86 / 100,00  | 7,15 |
|                         | Bloco de Esquerda        | 14    | 3,23 / 100,00   | 0,73 |
|                         | Outros                   | 19    | 4,40 / 100,00   |      |
| Votos Inválidos         | Votos Inválidos          | 6     | 1,38 / 100,00   | 0,60 |
| Total                   | Total                    | 433   | 100,00 / 100,00 |      |
| Eleitorado/Participação | Eleitorado/Participação  | 681   | 63,58 / 100,00  | 3,10 |

#### Fragoso
| Partido                 | Partido                        | Votos | %               | +/-   |
| ----------------------- | ------------------------------ | ----- | --------------- | ----- |
|                         | Partido Social Democrata       | 591   | 51,17 / 100,00  | 10,04 |
|                         | Partido Socialista             | 255   | 22,08 / 100,00  | 9,89  |
|                         | CDS – Partido Popular          | 151   | 13,07 / 100,00  | 1,08  |
|                         | Bloco de Esquerda              | 26    | 2,25 / 100,00   | 3,16  |
|                         | Coligação Democrática Unitária | 25    | 2,16 / 100,00   | 0,41  |
|                         | Partido da Nova Democracia     | 14    | 1,21 / 100,00   | 0,71  |
|                         | Outros                         | 42    | 3,65 / 100,00   |       |
| Votos Inválidos         | Votos Inválidos                | 51    | 4,41 / 100,00   | 1,33  |
| Total                   | Total                          | 1 155 | 100,00 / 100,00 |       |
| Eleitorado/Participação | Eleitorado/Participação        | 1 859 | 62,13 / 100,00  | 2,89  |

#### Galegos Santa Maria
| Partido                 | Partido                        | Votos | %               | +/-  |
| ----------------------- | ------------------------------ | ----- | --------------- | ---- |
|                         | Partido Social Democrata       | 930   | 53,57 / 100,00  | 9,22 |
|                         | Partido Socialista             | 421   | 24,25 / 100,00  | 7,17 |
|                         | CDS – Partido Popular          | 154   | 8,87 / 100,00   | 0,40 |
|                         | Bloco de Esquerda              | 57    | 3,28 / 100,00   | 3,75 |
|                         | Coligação Democrática Unitária | 35    | 2,02 / 100,00   | 0,28 |
|                         | Partido da Nova Democracia     | 23    | 1,32 / 100,00   | 0,37 |
|                         | Outros                         | 47    | 2,72 / 100,00   |      |
| Votos Inválidos         | Votos Inválidos                | 69    | 3,97 / 100,00   | 0,99 |
| Total                   | Total                          | 1 736 | 100,00 / 100,00 |      |
| Eleitorado/Participação | Eleitorado/Participação        | 2 513 | 69,08 / 100,00  | 2,65 |

#### Galegos São Martinho
| Partido                 | Partido                        | Votos | %               | +/-  |
| ----------------------- | ------------------------------ | ----- | --------------- | ---- |
|                         | Partido Social Democrata       | 497   | 45,35 / 100,00  | 6,34 |
|                         | Partido Socialista             | 301   | 27,46 / 100,00  | 7,79 |
|                         | CDS – Partido Popular          | 112   | 10,22 / 100,00  | 0,89 |
|                         | Bloco de Esquerda              | 51    | 4,65 / 100,00   | 1,99 |
|                         | Partido da Nova Democracia     | 36    | 3,28 / 100,00   | 0,40 |
|                         | Coligação Democrática Unitária | 16    | 1,46 / 100,00   | 0,11 |
|                         | Outros                         | 37    | 3,39 / 100,00   |      |
| Votos Inválidos         | Votos Inválidos                | 46    | 4,19 / 100,00   | 1,15 |
| Total                   | Total                          | 1 096 | 100,00 / 100,00 |      |
| Eleitorado/Participação | Eleitorado/Participação        | 1 795 | 61,06 / 100,00  | 2,62 |

#### Gamil
| Partido                 | Partido                        | Votos | %               | +/-  |
| ----------------------- | ------------------------------ | ----- | --------------- | ---- |
|                         | Partido Social Democrata       | 248   | 46,36 / 100,00  | 8,91 |
|                         | Partido Socialista             | 154   | 28,79 / 100,00  | 6,03 |
|                         | CDS – Partido Popular          | 55    | 10,28 / 100,00  | 0,65 |
|                         | Bloco de Esquerda              | 29    | 5,42 / 100,00   | 3,89 |
|                         | Coligação Democrática Unitária | 15    | 2,80 / 100,00   | 1,18 |
|                         | Outros                         | 17    | 3,17 / 100,00   |      |
| Votos Inválidos         | Votos Inválidos                | 17    | 3,17 / 100,00   | 1,15 |
| Total                   | Total                          | 535   | 100,00 / 100,00 |      |
| Eleitorado/Participação | Eleitorado/Participação        | 754   | 70,95 / 100,00  | 0,75 |

#### Gilmonde
| Partido                 | Partido                        | Votos | %               | +/-  |
| ----------------------- | ------------------------------ | ----- | --------------- | ---- |
|                         | Partido Social Democrata       | 511   | 54,83 / 100,00  | 8,03 |
|                         | Partido Socialista             | 225   | 24,14 / 100,00  | 8,65 |
|                         | CDS – Partido Popular          | 79    | 8,48 / 100,00   | 0,86 |
|                         | Bloco de Esquerda              | 40    | 4,29 / 100,00   | 0,16 |
|                         | Coligação Democrática Unitária | 17    | 1,82 / 100,00   | 0,30 |
|                         | Outros                         | 21    | 2,24 / 100,00   |      |
| Votos Inválidos         | Votos Inválidos                | 39    | 4,18 / 100,00   | 1,36 |
| Total                   | Total                          | 932   | 100,00 / 100,00 |      |
| Eleitorado/Participação | Eleitorado/Participação        | 1 350 | 69,04 / 100,00  | 0,63 |

#### Góios
| Partido                 | Partido                        | Votos | %               | +/-  |
| ----------------------- | ------------------------------ | ----- | --------------- | ---- |
|                         | Partido Social Democrata       | 174   | 51,63 / 100,00  | 8,15 |
|                         | Partido Socialista             | 72    | 21,36 / 100,00  | 9,70 |
|                         | CDS – Partido Popular          | 55    | 16,32 / 100,00  | 1,07 |
|                         | Coligação Democrática Unitária | 6     | 1,78 / 100,00   | 0,54 |
|                         | Bloco de Esquerda              | 6     | 1,78 / 100,00   | 2,57 |
|                         | Outros                         | 11    | 3,28 / 100,00   |      |
| Votos Inválidos         | Votos Inválidos                | 13    | 3,86 / 100,00   | 3,24 |
| Total                   | Total                          | 337   | 100,00 / 100,00 |      |
| Eleitorado/Participação | Eleitorado/Participação        | 470   | 71,70 / 100,00  | 2,45 |

#### Grimancelos
| Partido                 | Partido                        | Votos | %               | +/-  |
| ----------------------- | ------------------------------ | ----- | --------------- | ---- |
|                         | Partido Social Democrata       | 256   | 51,41 / 100,00  | 8,97 |
|                         | Partido Socialista             | 153   | 30,72 / 100,00  | 7,98 |
|                         | CDS – Partido Popular          | 35    | 7,03 / 100,00   | 1,53 |
|                         | Bloco de Esquerda              | 15    | 3,01 / 100,00   | 4,85 |
|                         | Coligação Democrática Unitária | 6     | 1,20 / 100,00   | 0,41 |
|                         | Outros                         | 12    | 2,40 / 100,00   |      |
| Votos Inválidos         | Votos Inválidos                | 21    | 4,21 / 100,00   | 1,46 |
| Total                   | Total                          | 498   | 100,00 / 100,00 |      |
| Eleitorado/Participação | Eleitorado/Participação        | 730   | 68,22 / 100,00  | 1,13 |

#### Gueral
| Partido                 | Partido                               | Votos | %               | +/-  |
| ----------------------- | ------------------------------------- | ----- | --------------- | ---- |
|                         | Partido Social Democrata              | 152   | 58,24 / 100,00  | 7,69 |
|                         | CDS – Partido Popular                 | 48    | 18,39 / 100,00  | 4,86 |
|                         | Partido Socialista                    | 36    | 13,79 / 100,00  | 3,92 |
|                         | Partido pelos Animais e pela Natureza | 3     | 1,15 / 100,00   | Novo |
|                         | Partido da Terra                      | 3     | 1,15 / 100,00   | -    |
|                         | Outros                                | 9     | 3,05 / 100,00   |      |
| Votos Inválidos         | Votos Inválidos                       | 10    | 3,83 / 100,00   | 3,09 |
| Total                   | Total                                 | 261   | 100,00 / 100,00 |      |
| Eleitorado/Participação | Eleitorado/Participação               | 363   | 71,90 / 100,00  | 1,87 |

#### Igreja Nova
| Partido                 | Partido                       | Votos | %               | +/-   |
| ----------------------- | ----------------------------- | ----- | --------------- | ----- |
|                         | Partido Social Democrata      | 159   | 62,60 / 100,00  | 10,93 |
|                         | Partido Socialista            | 47    | 18,50 / 100,00  | 9,38  |
|                         | CDS – Partido Popular         | 21    | 8,27 / 100,00   | 0,84  |
|                         | Partido da Nova Democracia    | 6     | 2,36 / 100,00   | 1,64  |
|                         | PCTP/MRPP                     | 3     | 1,18 / 100,00   | 0,06  |
|                         | Partido Trabalhista Português | 3     | 1,18 / 100,00   | -     |
|                         | Outros                        | 6     | 2,36 / 100,00   |       |
| Votos Inválidos         | Votos Inválidos               | 9     | 3,54 / 100,00   | 0,56  |
| Total                   | Total                         | 254   | 100,00 / 100,00 |       |
| Eleitorado/Participação | Eleitorado/Participação       | 450   | 56,44 / 100,00  | 3,87  |

#### Lama
| Partido                 | Partido                        | Votos | %               | +/-   |
| ----------------------- | ------------------------------ | ----- | --------------- | ----- |
|                         | Partido Social Democrata       | 458   | 58,20 / 100,00  | 12,68 |
|                         | Partido Socialista             | 168   | 21,35 / 100,00  | 6,73  |
|                         | CDS – Partido Popular          | 67    | 8,51 / 100,00   | 1,65  |
|                         | Partido da Nova Democracia     | 29    | 3,68 / 100,00   | 2,53  |
|                         | Bloco de Esquerda              | 20    | 2,54 / 100,00   | 0,69  |
|                         | Coligação Democrática Unitária | 9     | 1,14 / 100,00   | 0,17  |
|                         | Outros                         | 19    | 2,42 / 100,00   |       |
| Votos Inválidos         | Votos Inválidos                | 17    | 2,16 / 100,00   | 1,54  |
| Total                   | Total                          | 787   | 100,00 / 100,00 |       |
| Eleitorado/Participação | Eleitorado/Participação        | 1 206 | 65,26 / 100,00  | 4,78  |

#### Lijó
| Partido                 | Partido                        | Votos | %               | +/-   |
| ----------------------- | ------------------------------ | ----- | --------------- | ----- |
|                         | Partido Social Democrata       | 713   | 49,27 / 100,00  | 11,80 |
|                         | Partido Socialista             | 392   | 27,09 / 100,00  | 11,61 |
|                         | CDS – Partido Popular          | 133   | 9,19 / 100,00   | 0,84  |
|                         | Bloco de Esquerda              | 52    | 3,59 / 100,00   | 3,03  |
|                         | Coligação Democrática Unitária | 36    | 2,49 / 100,00   | 0,37  |
|                         | Outros                         | 63    | 4,36 / 100,00   |       |
| Votos Inválidos         | Votos Inválidos                | 58    | 4,01 / 100,00   | 1,69  |
| Total                   | Total                          | 1 447 | 100,00 / 100,00 |       |
| Eleitorado/Participação | Eleitorado/Participação        | 2 005 | 72,17 / 100,00  | 2,08  |

#### Macieira de Rates
| Partido                 | Partido                  | Votos | %               | +/-   |
| ----------------------- | ------------------------ | ----- | --------------- | ----- |
|                         | Partido Social Democrata | 762   | 65,13 / 100,00  | 13,70 |
|                         | CDS – Partido Popular    | 227   | 19,40 / 100,00  | 5,22  |
|                         | Partido Socialista       | 95    | 8,12 / 100,00   | 7,65  |
|                         | Bloco de Esquerda        | 22    | 1,88 / 100,00   | 1,16  |
|                         | Outros                   | 39    | 3,33 / 100,00   |       |
| Votos Inválidos         | Votos Inválidos          | 25    | 2,14 / 100,00   | 0,03  |
| Total                   | Total                    | 1 170 | 100,00 / 100,00 |       |
| Eleitorado/Participação | Eleitorado/Participação  | 1 627 | 71,91 / 100,00  | 0,33  |

#### Manhente
| Partido                 | Partido                        | Votos | %               | +/-   |
| ----------------------- | ------------------------------ | ----- | --------------- | ----- |
|                         | Partido Social Democrata       | 556   | 50,14 / 100,00  | 12,23 |
|                         | Partido Socialista             | 290   | 26,15 / 100,00  | 9,80  |
|                         | CDS – Partido Popular          | 93    | 8,39 / 100,00   | 0,36  |
|                         | Bloco de Esquerda              | 74    | 6,67 / 100,00   | 3,32  |
|                         | Coligação Democrática Unitária | 26    | 2,34 / 100,00   | 0,09  |
|                         | Outros                         | 33    | 2,98 / 100,00   |       |
| Votos Inválidos         | Votos Inválidos                | 37    | 3,33 / 100,00   | 0,44  |
| Total                   | Total                          | 1 109 | 100,00 / 100,00 |       |
| Eleitorado/Participação | Eleitorado/Participação        | 1 619 | 68,50 / 100,00  | 1,01  |

#### Mariz
| Partido                 | Partido                        | Votos | %               | +/-   |
| ----------------------- | ------------------------------ | ----- | --------------- | ----- |
|                         | Partido Socialista             | 98    | 38,74 / 100,00  | 11,08 |
|                         | Partido Social Democrata       | 81    | 32,02 / 100,00  | 3,14  |
|                         | CDS – Partido Popular          | 27    | 10,67 / 100,00  | 2,01  |
|                         | Bloco de Esquerda              | 8     | 3,16 / 100,00   | 3,70  |
|                         | Coligação Democrática Unitária | 5     | 1,98 / 100,00   | 0,90  |
|                         | Partido da Nova Democracia     | 5     | 1,98 / 100,00   | 1,98  |
|                         | Outros                         | 12    | 4,76 / 100,00   |       |
| Votos Inválidos         | Votos Inválidos                | 17    | 6,72 / 100,00   | 4,55  |
| Total                   | Total                          | 253   | 100,00 / 100,00 |       |
| Eleitorado/Participação | Eleitorado/Participação        | 395   | 64,05 / 100,00  | 6,79  |

#### Martim
| Partido                 | Partido                        | Votos | %               | +/-  |
| ----------------------- | ------------------------------ | ----- | --------------- | ---- |
|                         | Partido Social Democrata       | 556   | 43,30 / 100,00  | 8,28 |
|                         | Partido Socialista             | 416   | 32,40 / 100,00  | 9,49 |
|                         | CDS – Partido Popular          | 111   | 8,64 / 100,00   | 1,46 |
|                         | Coligação Democrática Unitária | 54    | 4,21 / 100,00   | 0,08 |
|                         | Bloco de Esquerda              | 41    | 3,19 / 100,00   | 2,82 |
|                         | PCTP/MRPP                      | 23    | 1,79 / 100,00   | 1,01 |
|                         | Outros                         | 44    | 3,43 / 100,00   |      |
| Votos Inválidos         | Votos Inválidos                | 39    | 3,04 / 100,00   | 0,93 |
| Total                   | Total                          | 1 284 | 100,00 / 100,00 |      |
| Eleitorado/Participação | Eleitorado/Participação        | 2 064 | 62,21 / 100,00  | 0,49 |

#### Midões
| Partido                 | Partido                        | Votos | %               | +/-   |
| ----------------------- | ------------------------------ | ----- | --------------- | ----- |
|                         | Partido Socialista             | 150   | 50,68 / 100,00  | 11,04 |
|                         | Partido Social Democrata       | 96    | 32,43 / 100,00  | 10,32 |
|                         | CDS – Partido Popular          | 14    | 4,73 / 100,00   | 0,11  |
|                         | Bloco de Esquerda              | 11    | 3,72 / 100,00   | 1,89  |
|                         | Coligação Democrática Unitária | 5     | 1,69 / 100,00   | 0,29  |
|                         | Outros                         | 9     | 3,40 / 100,00   |       |
| Votos Inválidos         | Votos Inválidos                | 11    | 3,72 / 100,00   | 2,07  |
| Total                   | Total                          | 296   | 100,00 / 100,00 |       |
| Eleitorado/Participação | Eleitorado/Participação        | 442   | 66,97 / 100,00  | 2,05  |

#### Milhazes
| Partido                 | Partido                        | Votos | %               | +/-  |
| ----------------------- | ------------------------------ | ----- | --------------- | ---- |
|                         | Partido Social Democrata       | 333   | 59,04 / 100,00  | 8,37 |
|                         | Partido Socialista             | 103   | 18,26 / 100,00  | 9,69 |
|                         | CDS – Partido Popular          | 66    | 11,70 / 100,00  | 1,60 |
|                         | Bloco de Esquerda              | 17    | 3,01 / 100,00   | 0,82 |
|                         | Coligação Democrática Unitária | 10    | 1,77 / 100,00   | 0,09 |
|                         | Outros                         | 15    | 2,67 / 100,00   |      |
| Votos Inválidos         | Votos Inválidos                | 20    | 3,55 / 100,00   | 2,87 |
| Total                   | Total                          | 564   | 100,00 / 100,00 |      |
| Eleitorado/Participação | Eleitorado/Participação        | 857   | 65,81 / 100,00  | 1,84 |

#### Minhotães
| Partido                 | Partido                  | Votos | %               | +/-   |
| ----------------------- | ------------------------ | ----- | --------------- | ----- |
|                         | Partido Social Democrata | 305   | 57,87 / 100,00  | 12,62 |
|                         | Partido Socialista       | 132   | 25,05 / 100,00  | 11,08 |
|                         | CDS – Partido Popular    | 43    | 8,16 / 100,00   | 0,41  |
|                         | Bloco de Esquerda        | 10    | 1,90 / 100,00   | 0,52  |
|                         | Outros                   | 21    | 3,99 / 100,00   |       |
| Votos Inválidos         | Votos Inválidos          | 16    | 3,04 / 100,00   | 1,37  |
| Total                   | Total                    | 527   | 100,00 / 100,00 |       |
| Eleitorado/Participação | Eleitorado/Participação  | 775   | 68,00 / 100,00  | 0,11  |

#### Monte de Fralães
| Partido                 | Partido                        | Votos | %               | +/-   |
| ----------------------- | ------------------------------ | ----- | --------------- | ----- |
|                         | Partido Social Democrata       | 115   | 53,00 / 100,00  | 12,15 |
|                         | Partido Socialista             | 48    | 22,12 / 100,00  | 8,40  |
|                         | CDS – Partido Popular          | 26    | 11,98 / 100,00  | 1,64  |
|                         | Bloco de Esquerda              | 12    | 5,53 / 100,00   | 1,04  |
|                         | Partido da Nova Democracia     | 5     | 2,30 / 100,00   | 0,89  |
|                         | Coligação Democrática Unitária | 3     | 1,38 / 100,00   | 0,50  |
|                         | Outros                         | 5     | 2,30 / 100,00   |       |
| Votos Inválidos         | Votos Inválidos                | 3     | 1,38 / 100,00   | 0,03  |
| Total                   | Total                          | 217   | 100,00 / 100,00 |       |
| Eleitorado/Participação | Eleitorado/Participação        | 291   | 74,57 / 100,00  | 1,50  |

#### Moure
| Partido                 | Partido                        | Votos | %               | +/-  |
| ----------------------- | ------------------------------ | ----- | --------------- | ---- |
|                         | Partido Social Democrata       | 267   | 49,72 / 100,00  | 9,90 |
|                         | Partido Socialista             | 173   | 32,22 / 100,00  | 4,27 |
|                         | CDS – Partido Popular          | 26    | 4,84 / 100,00   | 4,28 |
|                         | Coligação Democrática Unitária | 22    | 4,10 / 100,00   | 1,51 |
|                         | Bloco de Esquerda              | 9     | 1,68 / 100,00   | 2,00 |
|                         | Partido da Nova Democracia     | 6     | 1,12 / 100,00   | 0,94 |
|                         | Outros                         | 15    | 2,80 / 100,00   |      |
| Votos Inválidos         | Votos Inválidos                | 19    | 3,54 / 100,00   | 1,61 |
| Total                   | Total                          | 537   | 100,00 / 100,00 |      |
| Eleitorado/Participação | Eleitorado/Participação        | 815   | 65,89 / 100,00  | 3,20 |

#### Negueiros
| Partido                 | Partido                        | Votos | %               | +/-   |
| ----------------------- | ------------------------------ | ----- | --------------- | ----- |
|                         | Partido Social Democrata       | 797   | 72,79 / 100,00  | 10,11 |
|                         | CDS – Partido Popular          | 134   | 12,24 / 100,00  | 3,02  |
|                         | Partido Socialista             | 83    | 7,58 / 100,00   | 7,95  |
|                         | Coligação Democrática Unitária | 11    | 1,00 / 100,00   | 0,82  |
|                         | Bloco de Esquerda              | 11    | 1,00 / 100,00   | 1,21  |
|                         | Outros                         | 25    | 2,29 / 100,00   |       |
| Votos Inválidos         | Votos Inválidos                | 34    | 3,10 / 100,00   | 0,99  |
| Total                   | Total                          | 1 095 | 100,00 / 100,00 |       |
| Eleitorado/Participação | Eleitorado/Participação        | 1 544 | 70,92 / 100,00  | 0,24  |

#### Oliveira
| Partido                 | Partido                    | Votos | %               | +/-  |
| ----------------------- | -------------------------- | ----- | --------------- | ---- |
|                         | Partido Social Democrata   | 357   | 59,30 / 100,00  | 6,67 |
|                         | Partido Socialista         | 104   | 17,28 / 100,00  | 9,20 |
|                         | CDS – Partido Popular      | 52    | 8,64 / 100,00   | 0,67 |
|                         | Bloco de Esquerda          | 17    | 2,82 / 100,00   | 1,33 |
|                         | Partido da Nova Democracia | 15    | 2,49 / 100,00   | 0,58 |
|                         | Outros                     | 33    | 5,49 / 100,00   |      |
| Votos Inválidos         | Votos Inválidos            | 24    | 3,98 / 100,00   | 1,59 |
| Total                   | Total                      | 602   | 100,00 / 100,00 |      |
| Eleitorado/Participação | Eleitorado/Participação    | 919   | 65,51 / 100,00  | 3,62 |

#### Palme
| Partido                 | Partido                        | Votos | %               | +/-   |
| ----------------------- | ------------------------------ | ----- | --------------- | ----- |
|                         | Partido Social Democrata       | 384   | 63,58 / 100,00  | 16,30 |
|                         | Partido Socialista             | 94    | 15,56 / 100,00  | 11,81 |
|                         | CDS – Partido Popular          | 66    | 10,93 / 100,00  | 3,69  |
|                         | Bloco de Esquerda              | 11    | 1,82 / 100,00   | 2,22  |
|                         | Coligação Democrática Unitária | 9     | 1,49 / 100,00   | 1,02  |
|                         | Outros                         | 20    | 3,31 / 100,00   |       |
| Votos Inválidos         | Votos Inválidos                | 20    | 3,31 / 100,00   | 0,20  |
| Total                   | Total                          | 604   | 100,00 / 100,00 |       |
| Eleitorado/Participação | Eleitorado/Participação        | 989   | 61,07 / 100,00  | 4,08  |

#### Panque
| Partido                 | Partido                        | Votos | %               | +/-   |
| ----------------------- | ------------------------------ | ----- | --------------- | ----- |
|                         | Partido Social Democrata       | 228   | 64,04 / 100,00  | 16,70 |
|                         | CDS – Partido Popular          | 49    | 13,76 / 100,00  | 0,99  |
|                         | Partido Socialista             | 42    | 11,80 / 100,00  | 11,34 |
|                         | Bloco de Esquerda              | 11    | 3,09 / 100,00   | 6,22  |
|                         | Coligação Democrática Unitária | 7     | 1,97 / 100,00   | 0,16  |
|                         | Outros                         | 8     | 2,24 / 100,00   |       |
| Votos Inválidos         | Votos Inválidos                | 11    | 3,09 / 100,00   | 0,96  |
| Total                   | Total                          | 356   | 100,00 / 100,00 |       |
| Eleitorado/Participação | Eleitorado/Participação        | 619   | 57,51 / 100,00  | 2,36  |

#### Paradela
| Partido                 | Partido                    | Votos | %               | +/-  |
| ----------------------- | -------------------------- | ----- | --------------- | ---- |
|                         | Partido Social Democrata   | 309   | 64,11 / 100,00  | 4,03 |
|                         | CDS – Partido Popular      | 70    | 14,52 / 100,00  | 1,91 |
|                         | Partido Socialista         | 58    | 12,03 / 100,00  | 7,09 |
|                         | Bloco de Esquerda          | 9     | 1,87 / 100,00   | 0,65 |
|                         | Partido da Nova Democracia | 8     | 1,66 / 100,00   | 0,02 |
|                         | Outros                     | 14    | 2,90 / 100,00   |      |
| Votos Inválidos         | Votos Inválidos            | 14    | 2,90 / 100,00   | 1,64 |
| Total                   | Total                      | 482   | 100,00 / 100,00 |      |
| Eleitorado/Participação | Eleitorado/Participação    | 698   | 69,05 / 100,00  | 0,34 |

#### Pedra Furada
| Partido                 | Partido                        | Votos | %               | +/-  |
| ----------------------- | ------------------------------ | ----- | --------------- | ---- |
|                         | Partido Social Democrata       | 112   | 46,86 / 100,00  | 8,26 |
|                         | Partido Socialista             | 74    | 30,96 / 100,00  | 8,38 |
|                         | CDS – Partido Popular          | 21    | 8,79 / 100,00   | 0,40 |
|                         | Bloco de Esquerda              | 12    | 5,02 / 100,00   | 1,97 |
|                         | Partido da Nova Democracia     | 6     | 2,51 / 100,00   | 1,77 |
|                         | Coligação Democrática Unitária | 3     | 1,26 / 100,00   | 0,48 |
|                         | Outros                         | 7     | 3,36 / 100,00   |      |
| Votos Inválidos         | Votos Inválidos                | 4     | 1,67 / 100,00   | 0,19 |
| Total                   | Total                          | 239   | 100,00 / 100,00 |      |
| Eleitorado/Participação | Eleitorado/Participação        | 411   | 58,15 / 100,00  | 5,55 |

#### Pereira
| Partido                 | Partido                        | Votos | %               | +/-   |
| ----------------------- | ------------------------------ | ----- | --------------- | ----- |
|                         | Partido Social Democrata       | 363   | 45,66 / 100,00  | 10,39 |
|                         | Partido Socialista             | 196   | 24,65 / 100,00  | 9,41  |
|                         | CDS – Partido Popular          | 120   | 15,09 / 100,00  | 2,42  |
|                         | Bloco de Esquerda              | 21    | 2,64 / 100,00   | 3,52  |
|                         | Coligação Democrática Unitária | 20    | 2,52 / 100,00   | 0,95  |
|                         | Outros                         | 33    | 4,16 / 100,00   |       |
| Votos Inválidos         | Votos Inválidos                | 42    | 5,28 / 100,00   | 2,86  |
| Total                   | Total                          | 795   | 100,00 / 100,00 |       |
| Eleitorado/Participação | Eleitorado/Participação        | 1 158 | 68,65 / 100,00  | 3,92  |

#### Perelhal
| Partido                 | Partido                        | Votos | %               | +/-  |
| ----------------------- | ------------------------------ | ----- | --------------- | ---- |
|                         | Partido Social Democrata       | 430   | 46,54 / 100,00  | 7,94 |
|                         | Partido Socialista             | 273   | 29,55 / 100,00  | 8,30 |
|                         | CDS – Partido Popular          | 116   | 12,55 / 100,00  | 1,15 |
|                         | Coligação Democrática Unitária | 21    | 2,27 / 100,00   | 1,09 |
|                         | Bloco de Esquerda              | 21    | 2,27 / 100,00   | 2,57 |
|                         | Outros                         | 19    | 2,06 / 100,00   |      |
| Votos Inválidos         | Votos Inválidos                | 44    | 4,76 / 100,00   | 2,28 |
| Total                   | Total                          | 924   | 100,00 / 100,00 |      |
| Eleitorado/Participação | Eleitorado/Participação        | 1 503 | 61,48 / 100,00  | 1,91 |

#### Pousa
| Partido                 | Partido                        | Votos | %               | +/-   |
| ----------------------- | ------------------------------ | ----- | --------------- | ----- |
|                         | Partido Social Democrata       | 534   | 41,33 / 100,00  | 5,19  |
|                         | Partido Socialista             | 397   | 30,73 / 100,00  | 10,10 |
|                         | CDS – Partido Popular          | 148   | 11,46 / 100,00  | 1,76  |
|                         | Coligação Democrática Unitária | 46    | 3,56 / 100,00   | 0,15  |
|                         | Bloco de Esquerda              | 41    | 3,17 / 100,00   | 1,83  |
|                         | Partido da Nova Democracia     | 25    | 1,93 / 100,00   | 0,79  |
|                         | Outros                         | 59    | 4,57 / 100,00   |       |
| Votos Inválidos         | Votos Inválidos                | 42    | 3,25 / 100,00   | 2,12  |
| Total                   | Total                          | 1 292 | 100,00 / 100,00 |       |
| Eleitorado/Participação | Eleitorado/Participação        | 2 049 | 63,06 / 100,00  | 1,39  |

#### Quintiães
| Partido                 | Partido                               | Votos | %               | +/-   |
| ----------------------- | ------------------------------------- | ----- | --------------- | ----- |
|                         | Partido Social Democrata              | 244   | 60,70 / 100,00  | 15,18 |
|                         | CDS – Partido Popular                 | 60    | 14,93 / 100,00  | 6,53  |
|                         | Partido Socialista                    | 53    | 13,18 / 100,00  | 7,57  |
|                         | Bloco de Esquerda                     | 13    | 3,23 / 100,00   | 2,19  |
|                         | Coligação Democrática Unitária        | 7     | 1,74 / 100,00   | 0,15  |
|                         | Partido pelos Animais e pela Natureza | 4     | 1,00 / 100,00   | Novo  |
|                         | Outros                                | 9     | 2,25 / 100,00   |       |
| Votos Inválidos         | Votos Inválidos                       | 12    | 2,98 / 100,00   | 0,38  |
| Total                   | Total                                 | 402   | 100,00 / 100,00 |       |
| Eleitorado/Participação | Eleitorado/Participação               | 597   | 67,34 / 100,00  | 2,86  |

#### Remelhe
| Partido                 | Partido                        | Votos | %               | +/-   |
| ----------------------- | ------------------------------ | ----- | --------------- | ----- |
|                         | Partido Social Democrata       | 404   | 47,92 / 100,00  | 9,76  |
|                         | Partido Socialista             | 176   | 20,88 / 100,00  | 10,04 |
|                         | CDS – Partido Popular          | 154   | 18,27 / 100,00  | 0,26  |
|                         | Coligação Democrática Unitária | 25    | 2,97 / 100,00   | 0,34  |
|                         | Bloco de Esquerda              | 17    | 2,02 / 100,00   | 3,02  |
|                         | Outros                         | 31    | 3,67 / 100,00   |       |
| Votos Inválidos         | Votos Inválidos                | 36    | 4,27 / 100,00   | 1,64  |
| Total                   | Total                          | 843   | 100,00 / 100,00 |       |
| Eleitorado/Participação | Eleitorado/Participação        | 1 241 | 67,93 / 100,00  | 5,80  |

#### Rio Covo Santa Eugénia
| Partido                 | Partido                        | Votos | %               | +/-   |
| ----------------------- | ------------------------------ | ----- | --------------- | ----- |
|                         | Partido Social Democrata       | 372   | 39,16 / 100,00  | 10,16 |
|                         | Partido Socialista             | 353   | 37,16 / 100,00  | 11,76 |
|                         | Coligação Democrática Unitária | 44    | 4,63 / 100,00   | 1,22  |
|                         | CDS – Partido Popular          | 43    | 4,53 / 100,00   | 0,20  |
|                         | Bloco de Esquerda              | 42    | 4,42 / 100,00   | 3,53  |
|                         | Partido da Nova Democracia     | 20    | 2,11 / 100,00   | 0,56  |
|                         | Partido da Terra               | 12    | 1,26 / 100,00   | Novo  |
|                         | Outros                         | 25    | 2,65 / 100,00   |       |
| Votos Inválidos         | Votos Inválidos                | 39    | 4,11 / 100,00   | 2,25  |
| Total                   | Total                          | 950   | 100,00 / 100,00 |       |
| Eleitorado/Participação | Eleitorado/Participação        | 1 360 | 69,85 / 100,00  | 3,28  |

#### Rio Covo Santa Eulália
| Partido                 | Partido                        | Votos | %               | +/-   |
| ----------------------- | ------------------------------ | ----- | --------------- | ----- |
|                         | Partido Social Democrata       | 252   | 43,00 / 100,00  | 11,50 |
|                         | Partido Socialista             | 220   | 37,54 / 100,00  | 9,79  |
|                         | CDS – Partido Popular          | 38    | 6,48 / 100,00   | 2,19  |
|                         | Coligação Democrática Unitária | 28    | 4,78 / 100,00   | 0,78  |
|                         | Bloco de Esquerda              | 8     | 1,37 / 100,00   | 2,80  |
|                         | Partido da Nova Democracia     | 7     | 1,19 / 100,00   | 0,14  |
|                         | PCTP/MRPP                      | 6     | 1,02 / 100,00   | 0,52  |
|                         | Outros                         | 12    | 2,04 / 100,00   |       |
| Votos Inválidos         | Votos Inválidos                | 15    | 2,56 / 100,00   | 0,73  |
| Total                   | Total                          | 586   | 100,00 / 100,00 |       |
| Eleitorado/Participação | Eleitorado/Participação        | 865   | 67,75 / 100,00  | 2,18  |

#### Roriz
| Partido                 | Partido                        | Votos | %               | +/-   |
| ----------------------- | ------------------------------ | ----- | --------------- | ----- |
|                         | Partido Social Democrata       | 743   | 62,33 / 100,00  | 13,96 |
|                         | Partido Socialista             | 151   | 12,67 / 100,00  | 10,91 |
|                         | CDS – Partido Popular          | 145   | 12,16 / 100,00  | 0,62  |
|                         | Bloco de Esquerda              | 41    | 3,44 / 100,00   | 2,91  |
|                         | Coligação Democrática Unitária | 25    | 2,10 / 100,00   | 0,04  |
|                         | Partido da Nova Democracia     | 17    | 1,43 / 100,00   | 0,71  |
|                         | Outros                         | 35    | 2,94 / 100,00   |       |
| Votos Inválidos         | Votos Inválidos                | 35    | 2,94 / 100,00   | 0,57  |
| Total                   | Total                          | 1 192 | 100,00 / 100,00 |       |
| Eleitorado/Participação | Eleitorado/Participação        | 1 824 | 65,35 / 100,00  | 0,12  |

#### Sequeade
| Partido                 | Partido                        | Votos | %               | +/-   |
| ----------------------- | ------------------------------ | ----- | --------------- | ----- |
|                         | Partido Social Democrata       | 205   | 40,67 / 100,00  | 12,98 |
|                         | Partido Socialista             | 185   | 36,71 / 100,00  | 14,88 |
|                         | CDS – Partido Popular          | 38    | 7,54 / 100,00   | 1,56  |
|                         | Coligação Democrática Unitária | 17    | 3,37 / 100,00   | 1,98  |
|                         | Bloco de Esquerda              | 17    | 3,37 / 100,00   | 5,00  |
|                         | Outros                         | 20    | 3,99 / 100,00   |       |
| Votos Inválidos         | Votos Inválidos                | 22    | 4,36 / 100,00   | 0,78  |
| Total                   | Total                          | 504   | 100,00 / 100,00 |       |
| Eleitorado/Participação | Eleitorado/Participação        | 747   | 67,47 / 100,00  | 0,63  |

#### Silva
| Partido                 | Partido                        | Votos | %               | +/-   |
| ----------------------- | ------------------------------ | ----- | --------------- | ----- |
|                         | Partido Social Democrata       | 248   | 39,18 / 100,00  | 10,07 |
|                         | Partido Socialista             | 227   | 35,86 / 100,00  | 10,57 |
|                         | CDS – Partido Popular          | 47    | 7,42 / 100,00   | 1,02  |
|                         | Bloco de Esquerda              | 26    | 4,11 / 100,00   | 3,75  |
|                         | Coligação Democrática Unitária | 25    | 3,95 / 100,00   | 1,33  |
|                         | Outros                         | 24    | 3,81 / 100,00   |       |
| Votos Inválidos         | Votos Inválidos                | 36    | 5,68 / 100,00   | 3,21  |
| Total                   | Total                          | 633   | 100,00 / 100,00 |       |
| Eleitorado/Participação | Eleitorado/Participação        | 832   | 76,08 / 100,00  | 4,08  |

#### Silveiros
| Partido                 | Partido                        | Votos | %               | +/-  |
| ----------------------- | ------------------------------ | ----- | --------------- | ---- |
|                         | Partido Social Democrata       | 292   | 45,77 / 100,00  | 6,73 |
|                         | Partido Socialista             | 186   | 29,15 / 100,00  | 6,65 |
|                         | CDS – Partido Popular          | 59    | 9,25 / 100,00   | 0,63 |
|                         | Coligação Democrática Unitária | 25    | 3,92 / 100,00   | 0,99 |
|                         | Bloco de Esquerda              | 22    | 3,45 / 100,00   | 2,57 |
|                         | Partido da Nova Democracia     | 13    | 2,04 / 100,00   | 0,50 |
|                         | Partido Popular Monárquico     | 7     | 1,10 / 100,00   | 0,13 |
|                         | Outros                         | 18    | 2,82 / 100,00   |      |
| Votos Inválidos         | Votos Inválidos                | 16    | 2,51 / 100,00   | 1,27 |
| Total                   | Total                          | 638   | 100,00 / 100,00 |      |
| Eleitorado/Participação | Eleitorado/Participação        | 995   | 64,12 / 100,00  | 2,00 |

#### Tamel Santa Leocádia
| Partido                 | Partido                        | Votos | %               | +/-   |
| ----------------------- | ------------------------------ | ----- | --------------- | ----- |
|                         | Partido Social Democrata       | 243   | 54,24 / 100,00  | 14,59 |
|                         | Partido Socialista             | 123   | 27,46 / 100,00  | 11,76 |
|                         | CDS – Partido Popular          | 20    | 4,46 / 100,00   | 5,13  |
|                         | Bloco de Esquerda              | 13    | 2,90 / 100,00   | 0,15  |
|                         | Partido da Nova Democracia     | 7     | 1,56 / 100,00   | 0,69  |
|                         | PCTP/MRPP                      | 6     | 1,34 / 100,00   | 0,03  |
|                         | Coligação Democrática Unitária | 5     | 1,12 / 100,00   | 0,62  |
|                         | Outros                         | 15    | 3,36 / 100,00   |       |
| Votos Inválidos         | Votos Inválidos                | 16    | 3,57 / 100,00   | 1,39  |
| Total                   | Total                          | 448   | 100,00 / 100,00 |       |
| Eleitorado/Participação | Eleitorado/Participação        | 682   | 65,69 / 100,00  | 1,61  |

#### Tamel São Pedro Fins
| Partido                 | Partido                        | Votos | %               | +/-   |
| ----------------------- | ------------------------------ | ----- | --------------- | ----- |
|                         | Partido Social Democrata       | 186   | 53,91 / 100,00  | 13,52 |
|                         | Partido Socialista             | 99    | 28,70 / 100,00  | 14,75 |
|                         | CDS – Partido Popular          | 12    | 3,48 / 100,00   | 1,81  |
|                         | Partido da Nova Democracia     | 8     | 2,32 / 100,00   | 1,76  |
|                         | Coligação Democrática Unitária | 6     | 1,74 / 100,00   | 1,05  |
|                         | Bloco de Esquerda              | 6     | 1,74 / 100,00   | 2,44  |
|                         | Outros                         | 10    | 2,90 / 100,00   |       |
| Votos Inválidos         | Votos Inválidos                | 18    | 5,22 / 100,00   | 3,27  |
| Total                   | Total                          | 345   | 100,00 / 100,00 |       |
| Eleitorado/Participação | Eleitorado/Participação        | 486   | 70,99 / 100,00  | 2,43  |

#### Tamel São Veríssimo
| Partido                 | Partido                        | Votos | %               | +/-   |
| ----------------------- | ------------------------------ | ----- | --------------- | ----- |
|                         | Partido Socialista             | 734   | 39,00 / 100,00  | 8,71  |
|                         | Partido Social Democrata       | 699   | 37,14 / 100,00  | 10,27 |
|                         | CDS – Partido Popular          | 126   | 6,70 / 100,00   | 0,06  |
|                         | Bloco de Esquerda              | 119   | 6,32 / 100,00   | 4,96  |
|                         | Coligação Democrática Unitária | 66    | 3,51 / 100,00   | 1,07  |
|                         | Partido da Nova Democracia     | 22    | 1,17 / 100,00   | 0,03  |
|                         | Outros                         | 49    | 2,60 / 100,00   |       |
| Votos Inválidos         | Votos Inválidos                | 67    | 3,56 / 100,00   | 1,48  |
| Total                   | Total                          | 1 882 | 100,00 / 100,00 |       |
| Eleitorado/Participação | Eleitorado/Participação        | 2 729 | 68,96 / 100,00  | 1,18  |

#### Tregosa
| Partido                 | Partido                               | Votos | %               | +/-   |
| ----------------------- | ------------------------------------- | ----- | --------------- | ----- |
|                         | Partido Social Democrata              | 170   | 45,33 / 100,00  | 11,56 |
|                         | Partido Socialista                    | 92    | 24,53 / 100,00  | 12,15 |
|                         | CDS – Partido Popular                 | 36    | 9,60 / 100,00   | 0,89  |
|                         | Bloco de Esquerda                     | 16    | 4,27 / 100,00   | 7,87  |
|                         | Coligação Democrática Unitária        | 12    | 3,20 / 100,00   | 1,62  |
|                         | Partido pelos Animais e pela Natureza | 5     | 1,33 / 100,00   | Novo  |
|                         | Partido da Nova Democracia            | 5     | 1,33 / 100,00   | 0,54  |
|                         | Outros                                | 14    | 3,74 / 100,00   |       |
| Votos Inválidos         | Votos Inválidos                       | 25    | 6,66 / 100,00   | 2,18  |
| Total                   | Total                                 | 375   | 100,00 / 100,00 |       |
| Eleitorado/Participação | Eleitorado/Participação               | 617   | 60,78 / 100,00  | 1,56  |

#### Ucha
| Partido                 | Partido                        | Votos | %               | +/-  |
| ----------------------- | ------------------------------ | ----- | --------------- | ---- |
|                         | Partido Social Democrata       | 347   | 40,78 / 100,00  | 8,04 |
|                         | Partido Socialista             | 264   | 31,02 / 100,00  | 3,61 |
|                         | CDS – Partido Popular          | 80    | 9,40 / 100,00   | 0,70 |
|                         | Partido da Nova Democracia     | 60    | 7,05 / 100,00   | 0,55 |
|                         | Bloco de Esquerda              | 26    | 3,06 / 100,00   | 4,71 |
|                         | Coligação Democrática Unitária | 25    | 2,94 / 100,00   | 1,16 |
|                         | PCTP/MRPP                      | 10    | 1,18 / 100,00   | 0,40 |
|                         | Outros                         | 13    | 1,56 / 100,00   |      |
| Votos Inválidos         | Votos Inválidos                | 26    | 3,06 / 100,00   | 0,38 |
| Total                   | Total                          | 851   | 100,00 / 100,00 |      |
| Eleitorado/Participação | Eleitorado/Participação        | 1 296 | 65,66 / 100,00  | 4,35 |

#### Várzea
| Partido                 | Partido                        | Votos | %               | +/-   |
| ----------------------- | ------------------------------ | ----- | --------------- | ----- |
|                         | Partido Social Democrata       | 428   | 42,67 / 100,00  | 10,94 |
|                         | Partido Socialista             | 356   | 35,49 / 100,00  | 11,26 |
|                         | CDS – Partido Popular          | 77    | 7,68 / 100,00   | 0,67  |
|                         | Bloco de Esquerda              | 36    | 3,59 / 100,00   | 2,92  |
|                         | Coligação Democrática Unitária | 24    | 2,39 / 100,00   | 0,21  |
|                         | Outros                         | 40    | 4,00 / 100,00   |       |
| Votos Inválidos         | Votos Inválidos                | 42    | 4,19 / 100,00   | 1,69  |
| Total                   | Total                          | 1 003 | 100,00 / 100,00 |       |
| Eleitorado/Participação | Eleitorado/Participação        | 1 491 | 67,27 / 100,00  | 2,74  |

#### Viatodos
| Partido                 | Partido                        | Votos | %               | +/-   |
| ----------------------- | ------------------------------ | ----- | --------------- | ----- |
|                         | Partido Social Democrata       | 610   | 48,64 / 100,00  | 9,94  |
|                         | Partido Socialista             | 363   | 28,95 / 100,00  | 10,83 |
|                         | CDS – Partido Popular          | 139   | 11,08 / 100,00  | 0,98  |
|                         | Bloco de Esquerda              | 35    | 2,79 / 100,00   | 2,84  |
|                         | Coligação Democrática Unitária | 22    | 1,75 / 100,00   | 0,02  |
|                         | Outros                         | 41    | 3,28 / 100,00   |       |
| Votos Inválidos         | Votos Inválidos                | 44    | 3,51 / 100,00   | 1,51  |
| Total                   | Total                          | 1 254 | 100,00 / 100,00 |       |
| Eleitorado/Participação | Eleitorado/Participação        | 1 765 | 71,05 / 100,00  | 2,81  |

#### Vila Boa
| Partido                 | Partido                        | Votos | %               | +/-   |
| ----------------------- | ------------------------------ | ----- | --------------- | ----- |
|                         | Partido Social Democrata       | 352   | 35,81 / 100,00  | 9,60  |
|                         | Partido Socialista             | 348   | 35,40 / 100,00  | 14,37 |
|                         | CDS – Partido Popular          | 85    | 8,65 / 100,00   | 1,29  |
|                         | Bloco de Esquerda              | 72    | 7,32 / 100,00   | 2,11  |
|                         | Coligação Democrática Unitária | 31    | 3,15 / 100,00   | 1,08  |
|                         | Partido da Nova Democracia     | 13    | 1,32 / 100,00   | 0,29  |
|                         | Outros                         | 32    | 3,34 / 100,00   |       |
| Votos Inválidos         | Votos Inválidos                | 50    | 5,09 / 100,00   | 2,56  |
| Total                   | Total                          | 983   | 100,00 / 100,00 |       |
| Eleitorado/Participação | Eleitorado/Participação        | 1 469 | 66,92 / 100,00  | 0,05  |

#### Vila Cova
| Partido                 | Partido                        | Votos | %               | +/-   |
| ----------------------- | ------------------------------ | ----- | --------------- | ----- |
|                         | Partido Social Democrata       | 696   | 58,88 / 100,00  | 11,10 |
|                         | Partido Socialista             | 208   | 17,60 / 100,00  | 9,58  |
|                         | CDS – Partido Popular          | 141   | 11,93 / 100,00  | 1,33  |
|                         | Bloco de Esquerda              | 25    | 2,12 / 100,00   | 3,23  |
|                         | Coligação Democrática Unitária | 23    | 1,95 / 100,00   | 0,38  |
|                         | Outros                         | 46    | 3,88 / 100,00   |       |
| Votos Inválidos         | Votos Inválidos                | 43    | 3,64 / 100,00   | 1,82  |
| Total                   | Total                          | 1 182 | 100,00 / 100,00 |       |
| Eleitorado/Participação | Eleitorado/Participação        | 1 863 | 63,45 / 100,00  | 1,40  |

#### Vila Frescainha São Martinho
| Partido                 | Partido                        | Votos | %               | +/-  |
| ----------------------- | ------------------------------ | ----- | --------------- | ---- |
|                         | Partido Socialista             | 524   | 35,99 / 100,00  | 7,15 |
|                         | Partido Social Democrata       | 511   | 35,10 / 100,00  | 9,81 |
|                         | CDS – Partido Popular          | 132   | 9,07 / 100,00   | 0,19 |
|                         | Coligação Democrática Unitária | 116   | 7,97 / 100,00   | 0,47 |
|                         | Bloco de Esquerda              | 73    | 5,01 / 100,00   | 5,06 |
|                         | Outros                         | 58    | 3,97 / 100,00   |      |
| Votos Inválidos         | Votos Inválidos                | 42    | 2,89 / 100,00   | 1,04 |
| Total                   | Total                          | 1 456 | 100,00 / 100,00 |      |
| Eleitorado/Participação | Eleitorado/Participação        | 2 088 | 69,73 / 100,00  | 0,56 |

#### Vila Frescainha São Pedro
| Partido                 | Partido                        | Votos | %               | +/-   |
| ----------------------- | ------------------------------ | ----- | --------------- | ----- |
|                         | Partido Socialista             | 390   | 38,05 / 100,00  | 7,96  |
|                         | Partido Social Democrata       | 383   | 37,37 / 100,00  | 11,15 |
|                         | CDS – Partido Popular          | 86    | 8,39 / 100,00   | 0,13  |
|                         | Coligação Democrática Unitária | 47    | 4,59 / 100,00   | 1,13  |
|                         | Bloco de Esquerda              | 34    | 3,32 / 100,00   | 7,44  |
|                         | Outros                         | 46    | 4,47 / 100,00   |       |
| Votos Inválidos         | Votos Inválidos                | 39    | 3,81 / 100,00   | 1,60  |
| Total                   | Total                          | 1 025 | 100,00 / 100,00 |       |
| Eleitorado/Participação | Eleitorado/Participação        | 1 480 | 69,26 / 100,00  | 2,43  |

#### Vilar de Figos
| Partido                 | Partido                        | Votos | %               | +/-   |
| ----------------------- | ------------------------------ | ----- | --------------- | ----- |
|                         | Partido Social Democrata       | 236   | 63,10 / 100,00  | 14,76 |
|                         | Partido Socialista             | 46    | 12,30 / 100,00  | 9,69  |
|                         | CDS – Partido Popular          | 45    | 12,03 / 100,00  | 4,85  |
|                         | Bloco de Esquerda              | 13    | 3,48 / 100,00   | 1,64  |
|                         | Partido da Nova Democracia     | 6     | 1,60 / 100,00   | 0,32  |
|                         | Coligação Democrática Unitária | 4     | 1,06 / 100,00   | 1,24  |
|                         | Outros                         | 13    | 3,47 / 100,00   |       |
| Votos Inválidos         | Votos Inválidos                | 11    | 2,94 / 100,00   | 1,40  |
| Total                   | Total                          | 374   | 100,00 / 100,00 |       |
| Eleitorado/Participação | Eleitorado/Participação        | 573   | 65,27 / 100,00  | 1,11  |

#### Vilar do Monte
| Partido                 | Partido                        | Votos | %               | +/-   |
| ----------------------- | ------------------------------ | ----- | --------------- | ----- |
|                         | Partido Social Democrata       | 173   | 44,82 / 100,00  | 7,39  |
|                         | Partido Socialista             | 84    | 21,76 / 100,00  | 10,18 |
|                         | CDS – Partido Popular          | 51    | 13,21 / 100,00  | 1,69  |
|                         | Coligação Democrática Unitária | 20    | 5,18 / 100,00   | 1,52  |
|                         | Bloco de Esquerda              | 18    | 4,66 / 100,00   | 3,72  |
|                         | Outros                         | 17    | 4,42 / 100,00   |       |
| Votos Inválidos         | Votos Inválidos                | 23    | 5,96 / 100,00   | 2,55  |
| Total                   | Total                          | 386   | 100,00 / 100,00 |       |
| Eleitorado/Participação | Eleitorado/Participação        | 578   | 66,78 / 100,00  | 1,26  |

#### Vila Seca
| Partido                 | Partido                        | Votos | %               | +/-   |
| ----------------------- | ------------------------------ | ----- | --------------- | ----- |
|                         | Partido Social Democrata       | 402   | 54,84 / 100,00  | 9,87  |
|                         | Partido Socialista             | 150   | 20,46 / 100,00  | 11,47 |
|                         | CDS – Partido Popular          | 90    | 12,28 / 100,00  | 0,63  |
|                         | Bloco de Esquerda              | 29    | 3,96 / 100,00   | 1,34  |
|                         | Coligação Democrática Unitária | 15    | 2,05 / 100,00   | 0,69  |
|                         | Outros                         | 26    | 3,55 / 100,00   |       |
| Votos Inválidos         | Votos Inválidos                | 21    | 2,86 / 100,00   | 1,10  |
| Total                   | Total                          | 733   | 100,00 / 100,00 |       |
| Eleitorado/Participação | Eleitorado/Participação        | 1 115 | 65,74 / 100,00  | 0,33  |